# Po
Il Po (AFI: /ˈpɔ/; in italiano letterario Eridano) è un fiume dell'Italia settentrionale.
La sua lunghezza, 652 km, lo rende il più lungo fiume interamente compreso nel territorio italiano, quello dal bacino idrografico più esteso (circa 71 000 km²) nonché quello con la massima portata alla foce, sia essa minima (assoluta 270 m³/s), media (1 540 m³/s) o massima (13 000 m³/s); è anche il quinto fiume per portata media d'Europa (Russia esclusa) dopo Danubio, Reno, Rodano e Dnepr.
Ha origine in Piemonte, sul Monviso, al Pian del Re; bagna direttamente un capoluogo di regione (Torino) e due capoluoghi di provincia (Piacenza e Cremona), lambisce altri due capoluoghi di provincia (Pavia e Ferrara) e segna per lunghi tratti il confine tra Lombardia e Emilia-Romagna, nonché tra queste due regioni e il Veneto, prima di sfociare nel mare Adriatico in un vasto delta di sei rami.
Attraversa tredici province: Cuneo, Torino, Vercelli, Alessandria, Pavia, Lodi, Cremona, Mantova, Piacenza, Parma, Reggio Emilia, Ferrara e Rovigo. Per buona parte scorre su un territorio pianeggiante cui dà il nome, la Pianura Padana. Per posizione geografica, lunghezza, bacino e per gli eventi storici, sociali ed economici ad esso legati sin dall'antichità, il Po è riconosciuto come il più importante tra i fiumi d'Italia.

## Storia

### Idronimo
Il fiume Po era geograficamente conosciuto già ai tempi dell'antica Grecia come Eridanós (in greco antico: Ἠριδανός?, in latino Eridanus; nell'italiano letterario Eridano), nome che in origine stava ad indicare un fiume mitico, indicato grossolanamente a sud della Scandinavia, che si sarebbe formato dall'ultima glaciazione europea (Würm).
La prima fonte storica di Eridano è la Teogonia greca di Esiodo (VII secolo a.C. circa), ove è il nome di uno dei tanti figli del titano Oceano e la ninfa Teti, dai quali derivano vari altri nomi di fiumi europei. Il nome Eridano fu poi ripreso nel II secolo a.C. dallo storico Polibio secondo cui era uno dei figli di Fetonte caduto in un fiume durante una gara di bighe o carri – tanto da attribuirgli anche la porta dell'Ade secondo la mitologia greca – ma anche il titolo di un principe dedito ai culti egizi, figura che compare spesso in antichissime leggende su Torino.
Nell'antica Grecia esisteva un piccolo fiume chiamato Eridano che sorgeva dalle alture dell'Attica orientale e si gettava nel Mar Egeo passando per la necropoli di Ceramico, nella parte sud della città di Atene.
Per i celto-liguri, che comparvero soltanto a partire dal IX secolo a.C. circa, il nome del Po era invece Bodinkòs o Bodenkùs, da una radice indoeuropea (*bhedh-/*bhodh-) che indica "scavare" o "render profondo", la stessa da cui derivano i termini italiani "fossa" o "fossato", indicando così tutta la depressione geografica della zona fluviale padana. Quindi l'antico nome latino Padus – da cui l'aggettivo italiano padano – deriverebbe, secondo l'opinione più diffusa, dalla stessa radice di bodinkòs; secondo altri però, deriverebbe da un'altra parola celto-ligure, pades, indicante una resina prodotta da una qualità di pini selvatici particolarmente abbondante presso le sorgenti del fiume.
Il nome italiano Po si ottiene quindi dalla contrazione del latino Padus > Pàus > Pàu > Pò. In diverse lingue slave (ceco, slovacco, polacco, sloveno, serbo, croato) ma anche nelle lingue romanze, quali il romeno, spesso si usa ancora chiamare questo fiume Pad o Padus. Parimenti, negli aggettivi di lingua italiana, che solitamente ereditano la vecchia radice latina, esistono ancor oggi gli aggettivi paduano e padano, (es. Pianura Padana) fino al nome Padania, riferito all'insieme delle regioni del nord Italia, concepito e diffusosi a partire dagli anni novanta del XX secolo.

### Evoluzione

#### Età antica
Attorno al X secolo a.C. la linea di costa era arretrata dai 10 ai 35 km nella parte centrale, rispetto a quella attuale. Il Po giungeva in mare con due estuari: sfociava a nord vicino all'attuale Chioggia, mentre a sud si gettava in mare in un punto equidistante rispetto alle attuali Ferrara e Ravenna. Il fiume si divideva in due rami all'altezza dell'attuale Ficarolo.
Nel VI secolo a.C. i greci fondarono sul ramo nord del Po (Po di Adria) l'emporio di Adria e, in poco tempo, presero a denominare Adrias Kolpos tutta la parte settentrionale del mare Adriatico. Successivamente, gli Etruschi fondarono sul ramo meridionale la città di Spina nel ramo del Po detto Spinetico. Intanto, col tempo, si era verificata una modifica del regime delle acque, in seguito alla quale assunse la preminenza l'alveo meridionale. Tra la protostoria e l'età romana il ramo di Adria si ridimensionò, mentre si incrementò il ramo meridionale. Lo dimostrano le vicende delle due città: mentre Adria visse un periodo di crisi, Spina conobbe il suo massimo splendore. Il Po ad Adria si interrò nel volgere di alcuni secoli.
Forse a causa del grosso afflusso di acque, il ramo spinetico raddoppiò: nacquero l'Olana (ora Po di Volano) e il Padoa (da cui potrebbe derivare il nome Po). Della allora linea di costa rimangono antichi dossi fossili: l'Argine Agosta, all'interno delle Valli di Comacchio. L'Olana sfociava più a nord rispetto a Spina ed aveva anche un'ulteriore diramazione verso nord da cui nasceva il tratto detto Gaurus (da cui derivano i nomi Goro e Codigoro) che sfociava nei pressi dell'attuale Mesola; le dune fossili di Massenzatica a sud e dall'altra sponda quelle di San Basilio testimoniano l'antica foce.
In epoca romana i porti più importanti sul Po furono: Cremona, Piacenza, Brescello, Ostiglia, Vicus Varianus (l'attuale Vigarano Mainarda) e Vicus Hobentia (l'attuale Voghenza).
Tre famosi autori romani descrissero il corso del fiume Po:
- Plinio dice che il Po era navigabile fino a Torino come i suoi affluenti maggiori.
- Polibio afferma che il Po si risaliva per duemila stadi (cioè per 355 chilometri, circa fino al Tanaro) a partire dall'antica foce del Volano. Polibio descrive il luogo di Trigaboli, dove il Po si divideva nei due rami dell'Olana e del Padoa. Trigaboli deriverebbe da tres gabuli, tre capi, probabilmente l'attuale Codrea. A monte della biforcazione doveva esserci un porto chiamato Bodencus. Bodencus o Bodincus è un termine celtico di origine ligure che significava «profondo» e che fu usato anche per indicare l'intero fiume[N 6].
- Strabone scrive che per andare da Piacenza a Ravenna seguendo il corso del Padus occorrevano due giorni e due notti.

Ravenna, posta all'estremità meridionale del Delta, fu collegata al ramo spinetico tramite la Fossa Messanicia, un canale artificiale lungo 18 km, mentre Pavia era collegata al Po tramite il Ticino e il suo importante porto permetteva il collegamento tra la via d'acqua padana e il lago Maggiore.

#### Età medievale
Contrariamente alla maggioranza dei percorsi stradali, le vie d'acqua non conobbero decadenza durante l'alto medioevo, tanto che, nel VI secolo, Teodorico organizzò una regolare linea di navigazione che collegava Pavia a Ravenna con scali a: Piacenza, Cremona, Brescello, Ostiglia e Voghenza. Protagonisti della navagazione padana altomedievale erano i mercanti di Comacchio, che nel 715 ottennero da Liutprando un capitolare con cui era loro permesso di trasportare merci (e in particolare il sale e i prodotti d'origine orientale) fino alla capitale del regno, Pavia. Tra il IX e il X secolo i mercanti di Venezia strapparono a Comacchio il controllo dei traffici padani, tanto che già in epoca carolingia la loro presenza era dominante nel mercato posto presso il palazzo Reale di Pavia (particolarmente affollato durante le assemblee del regno), dove smerciavano anche prodotti di lusso orientali, come spezie e seta. In epoca medioevale il ramo principale del delta era costituito dall'attuale Po Morto di Primaro, formatosi nell'VIII secolo più a sud del Padoa, che scorre a sud delle Valli di Comacchio e che, dalla metà del XVIII secolo, costituisce la parte terminale del fiume Reno (anch'esso un tempo affluente del Po) nel quale il Reno stesso fu convogliato a seguito della creazione del Cavo Benedettino.
Anche il Po di Volano, che scorre a Ferrara, era uno dei due corsi principali: questa situazione si protrasse fino al 1152, anno della Rotta di Ficarolo. A seguito di forti e frequenti precipitazioni, il fiume ruppe la diga del nord presso i giunti delle braccia, a Ficarolo, nell'allora Transpadana Ferrarese; il corso del fiume si modificò e cominciò gradualmente ad assumere la conformazione attuale.
Il nuovo tratto, più breve degli altri, dove l'acqua scorreva quindi più veloce, divenne il corso principale chiamato Po di Tramontana e poi Po di Venezia, deviando dal Po di Volano a Pontelagoscuro, qualche chilometro a nord di Ferrara.
Il Po, insieme ad altri fiumi dell'Italia settentrionale, durante tutto il medioevo fu teatro di numerosissimi episodi militari e tutte le principali città e signorie rivierasche erano dotate di vere e proprie flottiglie fluviali. Particolarmente accesi furono gli scontri le squadre navali dei comuni ghibellini (Cremona e Pavia) e quelli dei comuni della Lega Lombarda nel corso del XIII secolo e tra la flotta veneziana e quella del ducato di Milano nel XV secolo.

#### Età moderna

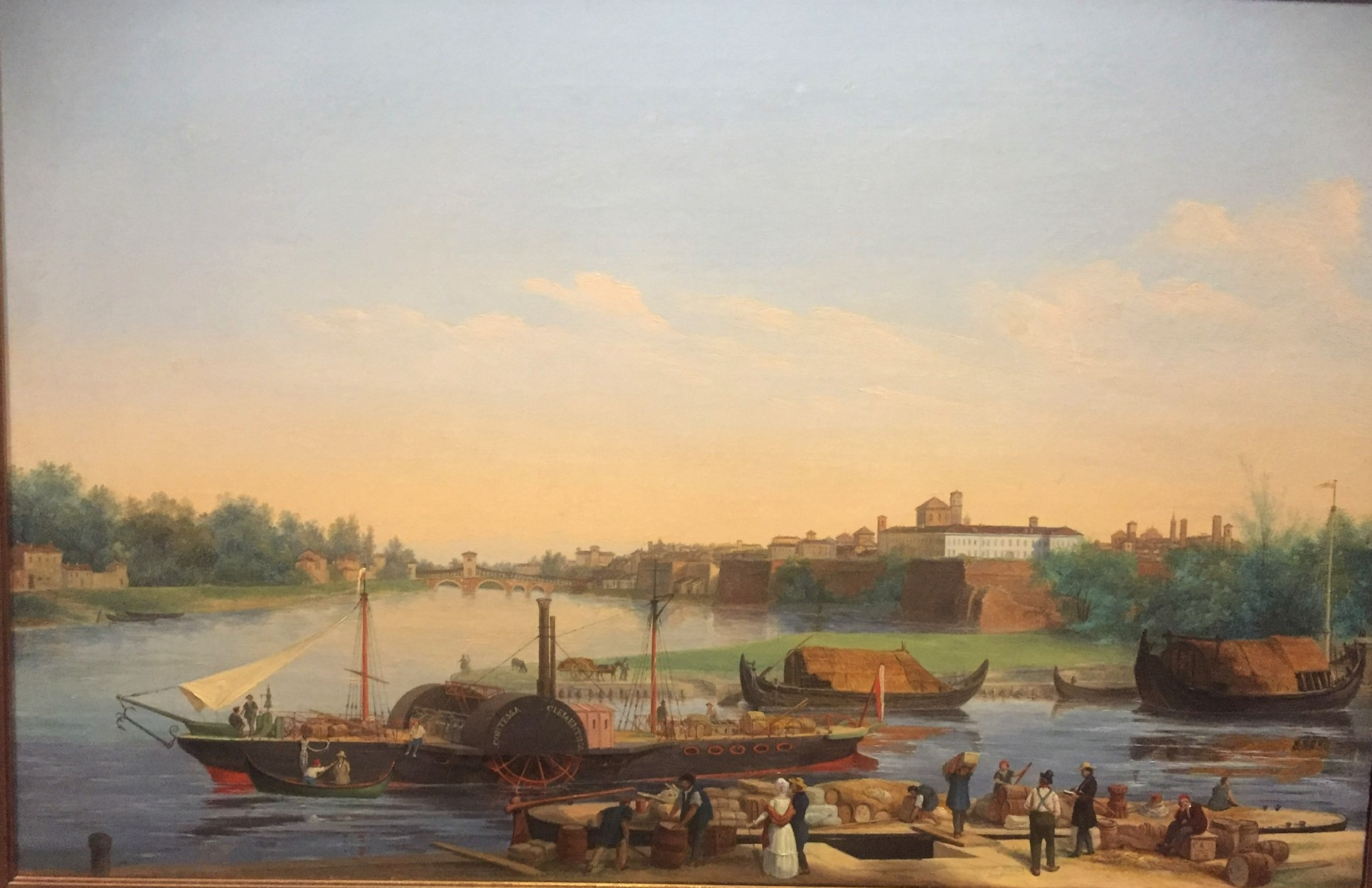
Francesco Trecourt, La darsena di Pavia alla confluenza del Naviglio Pavese nel Ticino con il piroscafo Contessa Clementina, 1859 circa, Pavia, Musei Civici.

Il terremoto di Ferrara del 1570 molto probabilmente deviò il corso del fiume verso settentrione.
Tra il 1600 e il 1604 la Repubblica di Venezia, nonostante le rimostranze dello Stato Pontificio, deviò il tratto finale del corso del Po tramite l'opera che fu chiamata "taglio di Porto Viro".
Questa modifica estese in pochi anni il delta verso est, formando nuovi territori compresi nell'attuale Delta del Po, interrando parzialmente la sacca di Goro. Si formarono da nord a sud i rami: del Po di Levante, Po di Maistra, Po di Pila, Po delle Tolle, Po di Gnocca e il Po di Goro (che preesisteva, ma raddoppiò la lunghezza). Inoltre a sud e a nord dell'attuale delta, nelle aree costiere private di apporto di sedimenti, in aggiunta al fenomeno della subsidenza, si acuirono fenomeni di erosione del cordone dunoso litoraneo e delle spiagge.
Una mappa del 1693 chiama Po di Venezia la biforcazione nord del Po di Goro. Proseguendo verso est e giunto nei pressi di Donada lo stesso ramo viene denominato Po delle Fornaci.

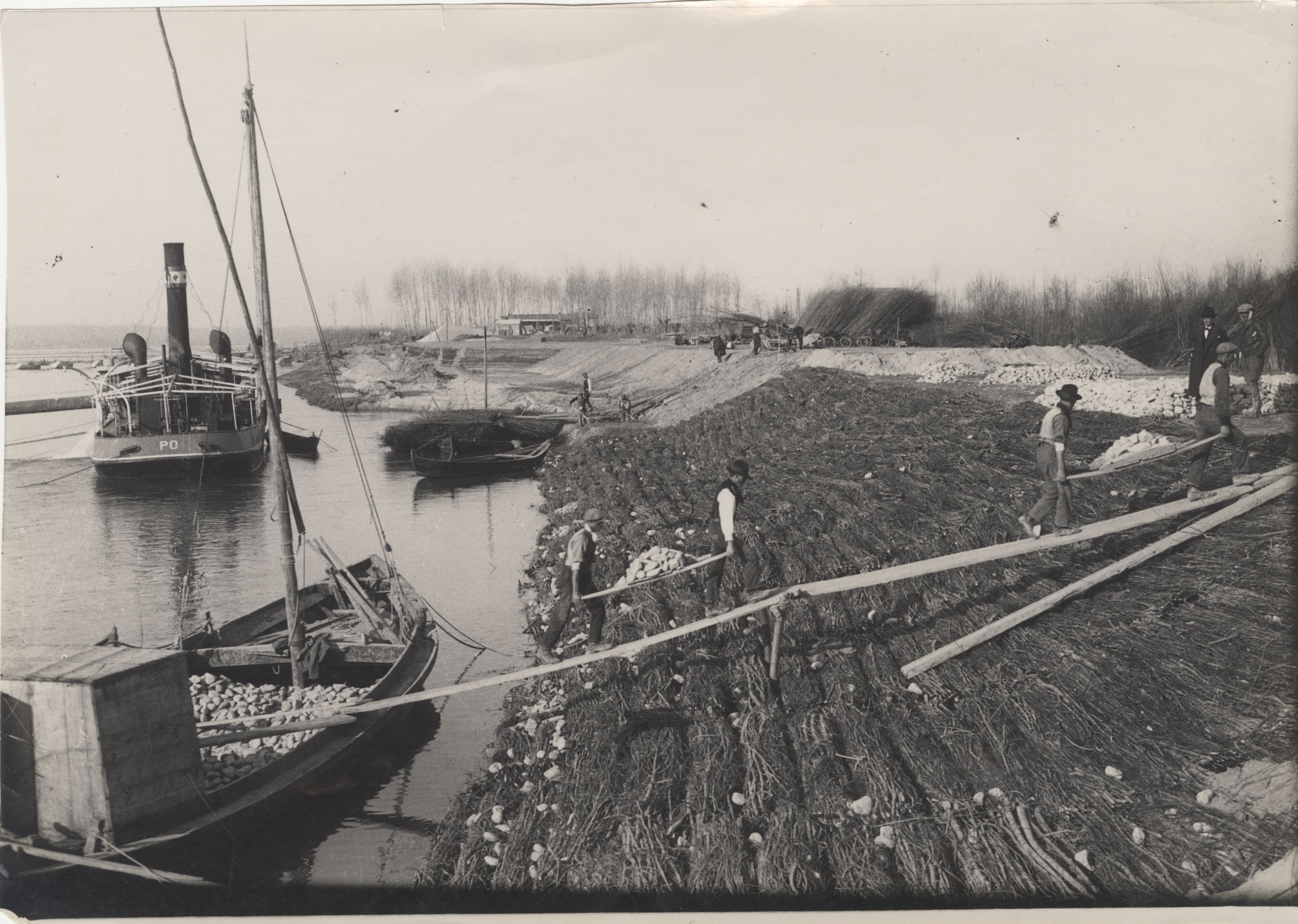
Costruzione di un argine durante i lavori di bonifica degli anni 30 del XX secolo

Nel 1820 Federico Confalonieri e Luigi Porro Lambertenghi fondarono con altri "progressisti" milanesi una società per la navigazione a vapore lungo il Po tra Venezia e Milano con il piroscafo "Eridano" che già aveva viaggiato dalla Laguna fino a Pavia. In alcuni dipinti della Darsena di Pavia risalenti alla metà del XIX secolo si vede alla fonda il piroscafo "Contessa Clementina" che sempre Francesco Ogliari ci dice allestito nei cantieri milanesi della ditta Perelli e Paradisi nel 1844, attrezzato per il trasporto merci tra Milano, Pavia, Mantova e Venezia. Gli stessi cantieri di Milano realizzarono un secondo piroscafo (il "Pio IX") con le stesse caratteristiche e per lo stesso servizio. Tuttavia, pochi anni dopo, il governo austriaco riportò in mani austriache l'iniziativa, affidando il servizio al Lloyd Austriaco che gestì dal 1854 fino al 1859 una linea regolare nella tratta che da Trieste raggiungeva, dopo aver fatto tappa a: Venezia, Mantova, Cremona, Pavia e, tramite il Ticino, il Navigli e il lago Maggiore, Locarno con i piroscafi “Cantessa Clementina”, “Pio IX” e "Verona".
Il Po di Levante, durante le grandi bonifiche operate negli anni trenta del secolo scorso, riguardanti l'idrovia Fissero-Tartaro-Canalbianco, venne staccato dal Po di Venezia, rimanendone collegato tramite la conca di navigazione di Volta Grimana e divenne il ramo terminale del Canalbianco.
Il Po di Volano raggiunge il mare con un piccolo estuario sfociando nella sacca di Goro.

### Cartografia
L'opera cartografica fu proseguita con l'instaurazione del Regno Lombardo-Veneto dagli austriaci, che disegnarono il tratto da Ficarolo fino alla confluenza del Ticino (1815).
Due carte di 47 tavole (530×889 mm) furono realizzate nel 1821. Queste mappe furono successivamente aggiornate una da Elia Brambilla (2000) e l'altra da Francesco Brioschi (1872).
Solo con l'Unità d'Italia si otterrà un'opera cartografica più completa del fiume, quando Francesco Brioschi (1887) realizzò una nuova mappa a stampa da Moncalieri fino al delta. La mappa è in un'unica tavola (730×9000 mm) in scala 1:50.000. Questa mappa è ancora oggi utilizzata per gli aggiornamenti e la rappresentazione del fiume.

## Descrizione

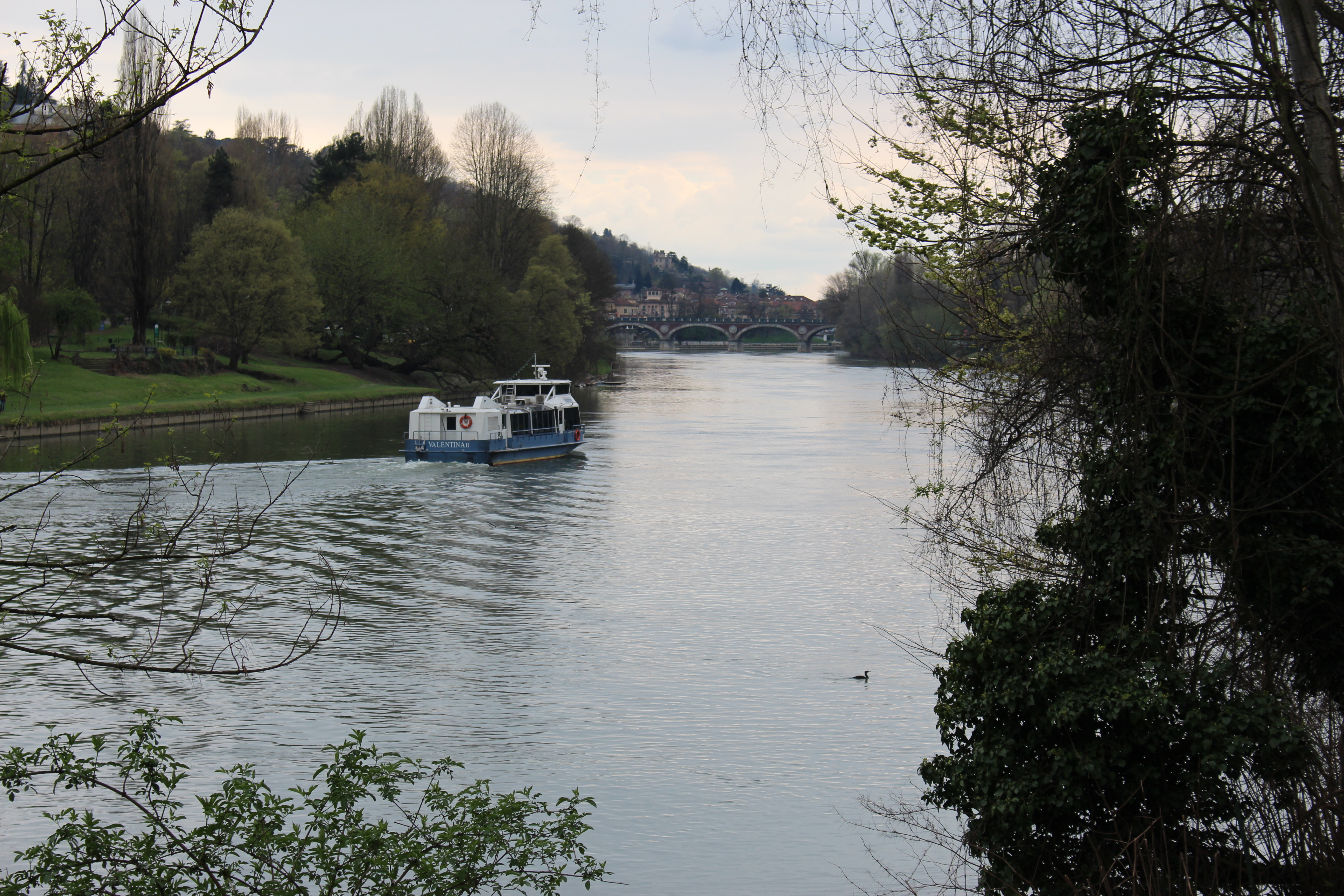
Il Po presso il Parco del Valentino a Torino.

Il Po attraversa con il suo corso gran parte dell'Italia settentrionale, da ovest verso est percorrendo tutta la Pianura Padana.
Dalla sorgente alla foce, attraversa tredici province: Cuneo, Torino, Vercelli e Alessandria in Piemonte; Pavia, Lodi, Cremona e Mantova in Lombardia; Piacenza, Parma, Reggio Emilia e Ferrara in Emilia-Romagna e Rovigo in Veneto. I comuni "rivieraschi", cioè che toccano le sponde del fiume, sono 183.
Il bacino idrografico è ampio circa 71.000 km² e copre gran parte del versante meridionale delle Alpi e quello settentrionale degli Appennini ligure e tosco-emiliano; il regime del fiume è perciò di tipo misto: alpino (piene tardo-primaverili/estive e secche invernali) ed appenninico (piene primaverili/autunnali e secche estive): il regime appenninico è prevalente, anche a causa della progressiva riduzione dei ghiacciai alpini che, negli ultimi decenni, ha diminuito l'alimentazione estiva; le portate minime si riscontrano nel corso dell'estate, solitamente in agosto.
Nel suo corso in pianura il fiume si divide spesso in più rami formando varie isole fluviali, la più grande delle quali, escluse quelle alla foce, è l'Isola Serafini situata nei pressi della foce dell'Adda a Castelnuovo Bocca d'Adda, ma estesa circa 10 km² all'interno del comune di Monticelli d'Ongina. Nei pressi di Piacenza, a est del punto di confluenza del fiume Trebbia, è presente l'Isolotto Maggi.
Sulle rive del Po abitano circa sedici milioni di persone e sono concentrate oltre un terzo delle industrie e della produzione agricola italiana, così come oltre la metà del patrimonio zootecnico. Ciò rende il fiume e il suo bacino una zona nevralgica per l'intera economia italiana ed una delle aree europee con la più alta concentrazione di popolazione, industrie e attività commerciali.

### Corso del fiume

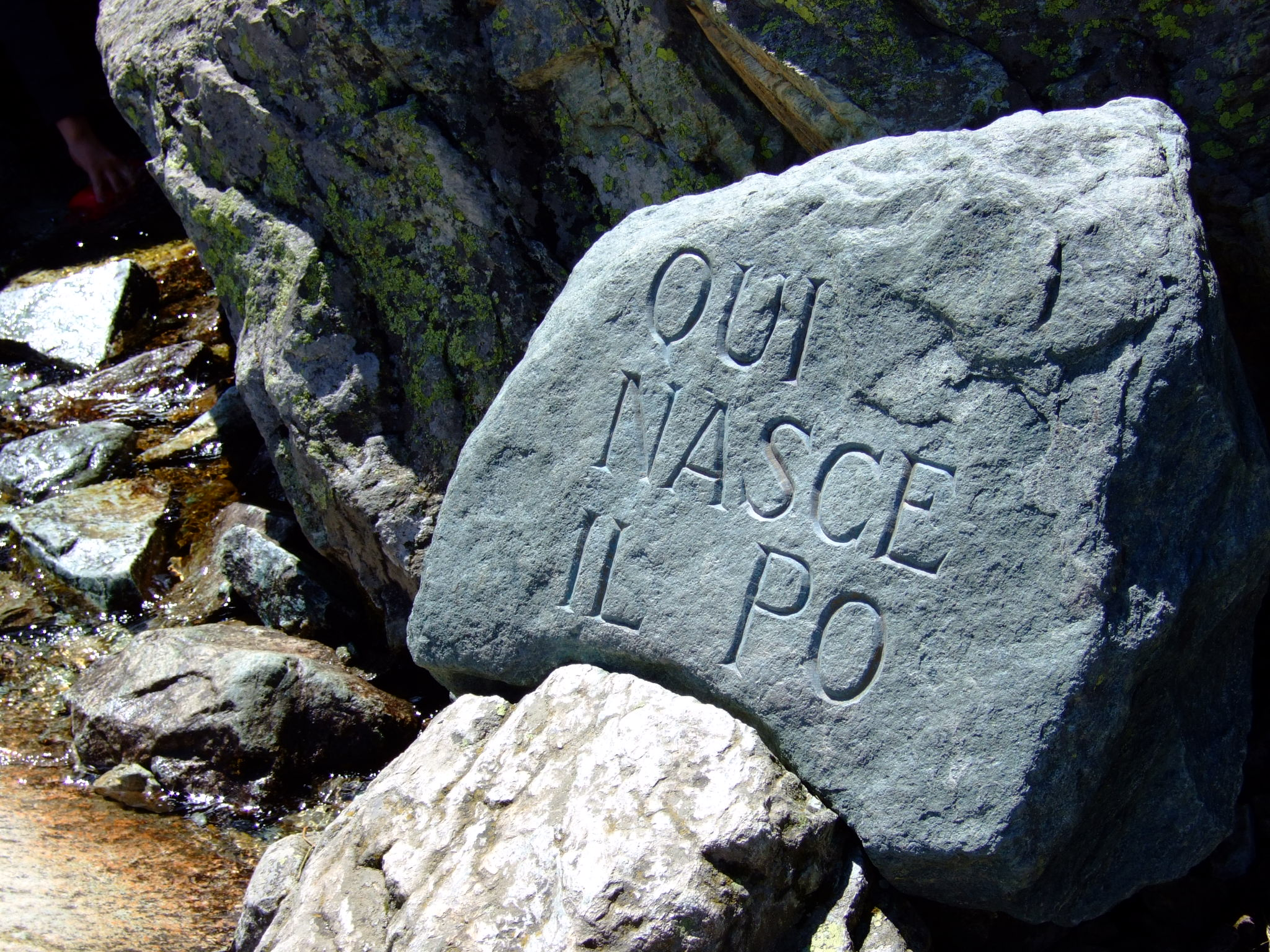
Sorgente del Po al Pian del Re.

La sorgente del Po si trova alle pendici del Monviso (3.841 m) sulle Alpi Cozie in Piemonte, nella provincia di Cuneo, precisamente in località Pian del Re nel comune di Crissolo, a 2020 m di quota e a circa 1,6 km in linea d'aria dal confine con la Francia; un masso con incisa una scritta segnala il punto esatto in cui la sorgente sgorga. Grazie all'apporto di molte altre sorgenti, il fiume prende a scorrere nella valle che da esso prende il nome di Valle Po e, dopo appena una ventina di chilometri, sbocca nella pianura padana lambendo il territorio del comune di Saluzzo. Già in questo tratto vari affluenti arricchiscono la portata del fiume, il quale entra poi nella provincia di Torino attraversandone il capoluogo. A questa altezza, benché abbia percorso solo un centinaio di chilometri dalla sorgente, il fiume è già un corso d'acqua notevole, con un letto ampio 200 metri e una portata media prossima ai 100 m³/s. All'interno della città di Torino vi confluiscono il Sangone, la Dora Riparia e la Stura di Lanzo.

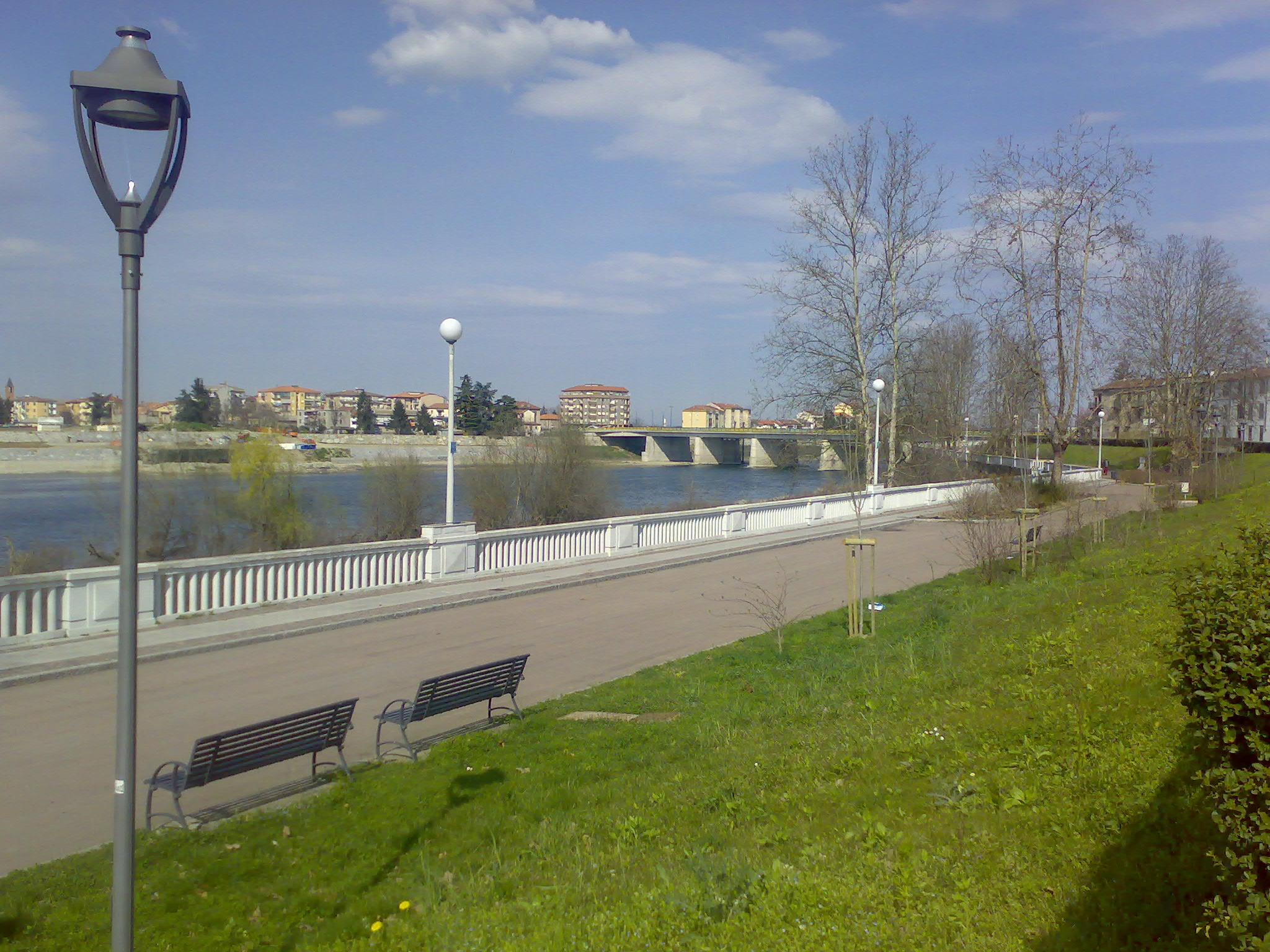
Lungo Po a Casale Monferrato

Oltre Torino, il Po con andamento verso est costeggia le estreme propaggini del Monferrato giungendo nella piana Vercellese, dove si arricchisce dell'apporto di importanti affluenti come la Dora Baltea e il Sesia. Piegando poi verso sud, continua a lambire in sponda destra il Monferrato nella provincia di Alessandria, bagnando le città di Casale Monferrato e Valenza. Qui funge anche da confine regionale tra Piemonte e Lombardia.
Presso Bassignana, il fiume punta definitivamente verso est per effetto anche della forte spinta del Tanaro, suo principale tributario di destra. Dopo questa confluenza, ormai possente nella portata (oltre 500 m³/s), il Po entra in territorio lombardo scorrendo in provincia di Pavia. Pochi chilometri a sud del capoluogo pavese il fiume riceve il contributo del Ticino, suo principale tributario per volume d'acque, diventando così navigabile sino alla foce anche da grosse imbarcazioni, grazie ad una portata di oltre 900 m³/s.

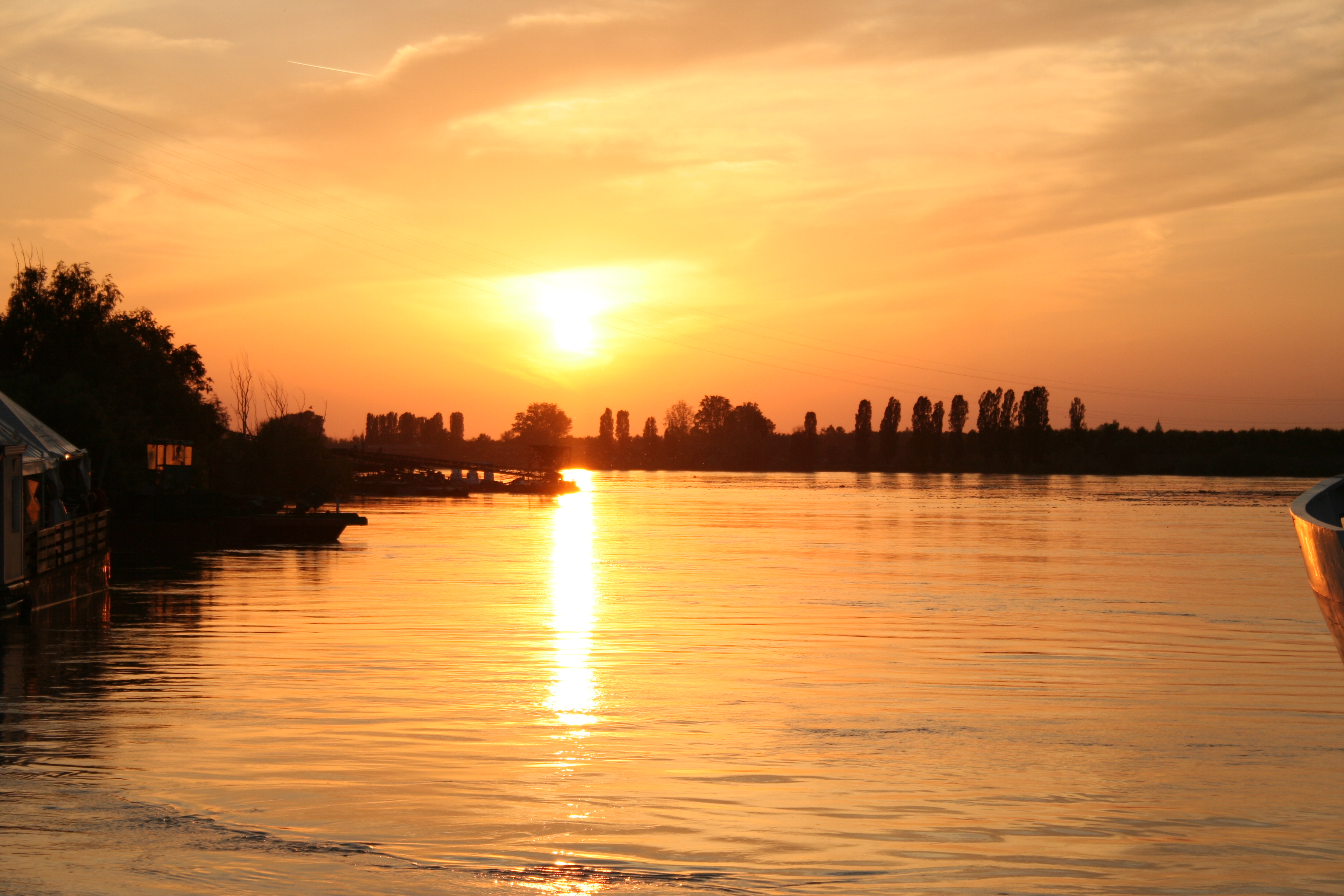
Il Po a Boretto (Reggio Emilia)

A valle del Ticino, il fiume scorre per molti chilometri lungo il confine tra Lombardia e Emilia-Romagna, bagna Piacenza e Cremona e passa all'interno della provincia di Mantova, ricevendo altri contributi notevoli dagli affluenti alpini Adda, Oglio e Mincio e da molti altri fiumi minori provenienti dall'Appennino, che in questo tratto ne accrescono la portata ad oltre 1.500 m³/s. Giunge quindi nella zona di Ferrara. Nella provincia omonima, in particolare a Bondeno, dall'inizio del XIX secolo è stato ideato e successivamente realizzato un canale artificiale che lo collega con il Reno, il Cavo Napoleonico.

Fine lavori Cavo Napoleonico nel 1964. Da sinistra: Sergio La Sorda, Bruno Cassarini e Guido Bernardi, membri dell'Ufficio Speciale del Genio civile per il Reno.

Il fiume scorre poi "pensile", ossia rialzato rispetto alla terra circostante, sul confine tra Veneto (provincia di Rovigo) ed Emilia-Romagna, nella regione del Polesine. Qui inizia il suo ampio delta (380 km²) dividendosi in cinque rami principali – denominati: Po di Maestra, della Pila, delle Tolle, di Gnocca e di Goro – e in quattordici bocche (un ulteriore ramo secondario che attraversa la città di Ferrara, detto Po di Volano o semplicemente Volano, fu separato dal corso nel XVII secolo), quindi sfocia nel Mare Adriatico dopo aver attraversato i territori dei comuni di Ariano nel Polesine, Goro, Porto Tolle, Taglio di Po e Porto Viro. Per la sua grande valenza ambientale, il delta del Po è stato dichiarato patrimonio dell'umanità dall'UNESCO.

## Affluenti

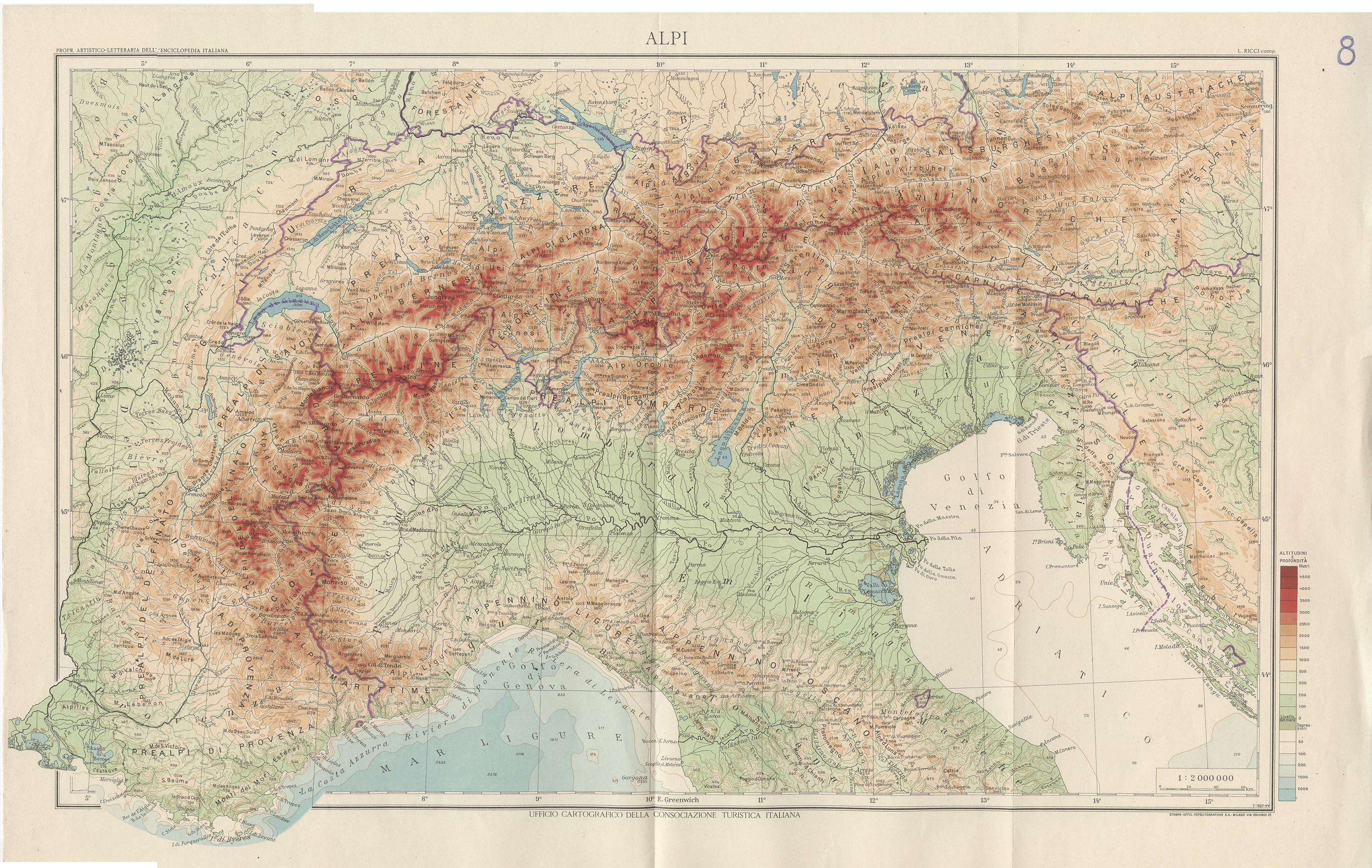
Mappa che mostra l'intero bacino idrografico del Po

Il Po è alimentato da numerosi torrenti e fiumi, per un totale di ben 141 affluenti. I principali sono, dalla sorgente alla foce:
da sinistra:
- Ghiandone
- Cantogno
- Pellice
- Chisola
- Sangone
- Dora Riparia
- Stura di Lanzo
- Malone
- Orco
- Dora Baltea
- Sesia
- Agogna
- Terdoppio
- Ticino
- Olona
- Lambro
- Adda
- Oglio
- Mincio

da destra:
- Bronda
- Varaita
- Maira
- Meletta
- Banna
- Tepice
- rio di Valle Maggiore
- Leona
- Stura del Monferrato
- Rotaldo
- Grana del Monferrato
- Tanaro
- Scrivia
- Curone
- Staffora
- Coppa
- Scuropasso
- Versa
- Tidone
- Trebbia
- Nure
- Chiavenna
- Arda
- Taro
- Parma
- Enza
- Crostolo
- Secchia
- Panaro

### Affluenti di sinistra
- Pellice, grosso torrente lungo 60 km, che con il suo affluente Chisone apporta al Po una media di 22,3 m³/s;
- Sangone, torrente lungo circa 47 km che sfocia nel Po tra Torino e Moncalieri;
- Dora Riparia, deriva il proprio nome da quello di uno dei suoi rami sorgentizi: il Ripa. Dalle sue sorgenti, situate presso i tre passi del Monginevro, Colle del Fréjus e Moncenisio, scende per la Valle di Susa e sfocia nel Po a Torino con un volume medio di acqua di circa 26 m³/s;
- Stura di Lanzo che si origina poco a sud del Gran Paradiso dall'unione dei rami di Viù, di Ala e di Valgrande e che, dopo 65 km di corso, entra nel Po con la copiosa portata media di 32 m³/s;
- Orco, altro fiume della zona del torinese che nasce dal Gran Paradiso e dopo circa 100 km di corso sfocia presso Chivasso nel Po apportando una media di 24 m³/s[16];
- Dora Baltea, importante fiume che scaturisce dal Monte Bianco e che viene riccamente alimentato dai vasti ghiacciai del Monte Rosa, del Cervino, del Gran Paradiso. Essa prende il nome dal Balteo, che scende dalla Valpelline, percorre la Valle d'Aosta e sbocca nella pianura presso Ivrea. Al Po versa mediamente, dopo 160 km di corso che emungono un bacino di 4.322 km², ben 110 m³/s, costituendone il quinto affluente per portata media annua;
- Sesia che origina dal Monte Rosa e percorre una valle (la Valsesia) non molto importante da un punto di vista trasportistico in quanto non conduce ad alcun valico stradale. Nei banchi sabbiosi, che esso abbandona lungo il suo corso, si trovano tracce d'oro. Bagna la città di Vercelli e si versa nel Po a 10 km a valle di Casale dopo 138 km di corso con una portata media di più di 70 m³/s[16];
- Agogna, che nasce dal Mottarone, attraversa la provincia di Novara, la provincia di Pavia e sfocia nel Po dopo 140 km di percorso e una portata media di 13 m³/s;
- Ticino, che nasce nella regione del San Gottardo e scorre fino a Biasca in Val Leventina fiancheggiata da monti elevati. A Biasca la valle si apre e il fiume, dopo aver attraversato il capoluogo ticinese Bellinzona corre fino al lago Maggiore, nel quale sfocia pure il Toce (Val d'Ossola). Fin qui il corso del Ticino appartiene al territorio svizzero (Canton Ticino). Il lago Maggiore interrompe il suo corso per una settantina circa di chilometri; dopo essere uscito dal lago a Sesto Calende, il fiume, arricchito dal tributo di numerosi importanti affluenti che si versano direttamente nel lago (Toce, Verzasca, Maggia, Tresa, ecc.), prosegue, segnando il confine tra Piemonte e Lombardia per un centinaio di chilometri fino al Po, con il quale si congiunge poco dopo Pavia. Il suo corso è navigabile con barche di stazza discreta. Sia dalla destra che dalla sinistra si dipartono importanti canali di navigazione e d'irrigazione: Canale Cavour, il Naviglio Grande, il Villoresi; anche lungo le sue sponde si rintracciano sabbie aurifere. Ancorché sia solo il 4º affluente del Po per lunghezza (248 km) è di gran lunga il 1º per portata media annua (350 m³/s) e, soprattutto tardo primaverile (515 m³/s in giugno, pari ad oltre la metà della portata del Po nel corrispondente mese), collocandosi al secondo posto assoluto in Italia per portata, dopo lo stesso Po;
- Olona, talvolta indicato anche come Olona meridionale per distinguerlo dall'omonimo fiume che nasce in provincia di Varese, nasce presso Bornasco in provincia di Pavia e confluisce nel Po presso San Zenone al Po. L'Olona misura 40 km ed ha un bacino idrografico di 130 km²;
- Lambro, modesto fiume proveniente dal Triangolo Lariano, attraversa la Brianza e lambisce Milano. Confluisce nel Po a Orio Litta con una portata media di 12 m³/s. Il Lambro, detto anche Lambro Settentrionale, misura 130 km, il suo maggiore affluente è il Colatore Lambro meridionale e la qualità delle sue acque è pessima;
- Adda, il maggiore affluente del Po per lunghezza (313 km) ed il secondo per portata media alla foce (quasi 190 m³/s); i vari suoi rami sorgentizi nascono dal giogo dello Stelvio e dal Gruppo dell'Ortles. Scorre fino al Lago di Como, nella Valtellina; questa divide le Alpi Retiche dalle Alpi Orobiche, è: pianeggiante, ubertoso, ricco e popolato; i suoi centri notevoli sono: Bormio, Tirano e Sondrio. A Lecco, il fiume scorre nella pianura, caratterizzato da ampi meandri, riprendendo il suo corso fino alla foce dove riversa le sue acque nel Po, nel territorio della Provincia di Lodi, precisamente nel comune di Castelnuovo Bocca d'Adda, dopo aver ricevuto le acque di due fiumi bergamaschi: il Brembo ed il Serio, che scendono dalle Alpi Orobiche (Pizzo del Diavolo e Pizzo Coca);
- Oglio, alimentato dalle acque che scendono dal Cevedale, dall'Adamello-Presanella e dalla Presolana, scorre impetuoso e rapido per un'ottantina di chilometri fino al Lago d'Iseo (o Sebino) in una valle per la maggior parte stretta: la Valcamonica. Dopo il lago descrive un arco e quindi si dirige, parallelamente all'Adda ed al Mincio, verso il Po. L'affluente più importante è il Chiese, che scende dall'Adamello sulla sinistra dell'Oglio, percorrendo il tratto medio delle Giudicarie. Con i suoi 280 km di corso è il 2º affluente del Po per lunghezza, ma è il 3º per portata media alla foce (137 m³/s);
- Sarca-Mincio, proveniente dal versante orientale dell'Adamello con il nome di Sarca, viene alimentato dalle acque delle Dolomiti di Brenta entrando presso Riva nel lago di Garda e uscendone presso Peschiera con il nome di Mincio notevolmente arricchito. Tocca la città di Mantova dopo aver tagliato il cordone di colline moreniche di Solferino e San Martino, teatro di battaglie della seconda guerra di indipendenza. L'asta Sarca-Mincio, lunga 203 km, costituisce l'affluente del Po a maggiore regolarità di portata, a causa dell'azione calmieratrice fondamentale del lago di Garda: il modulo medio è di circa 60 m³/s. con una portata minima che non scende mai sotto i 35 m³/s, mentre la massima difficilmente supera i 150 m³/s, anche perché a valle del lago non esistono, in pratica, affluenti.

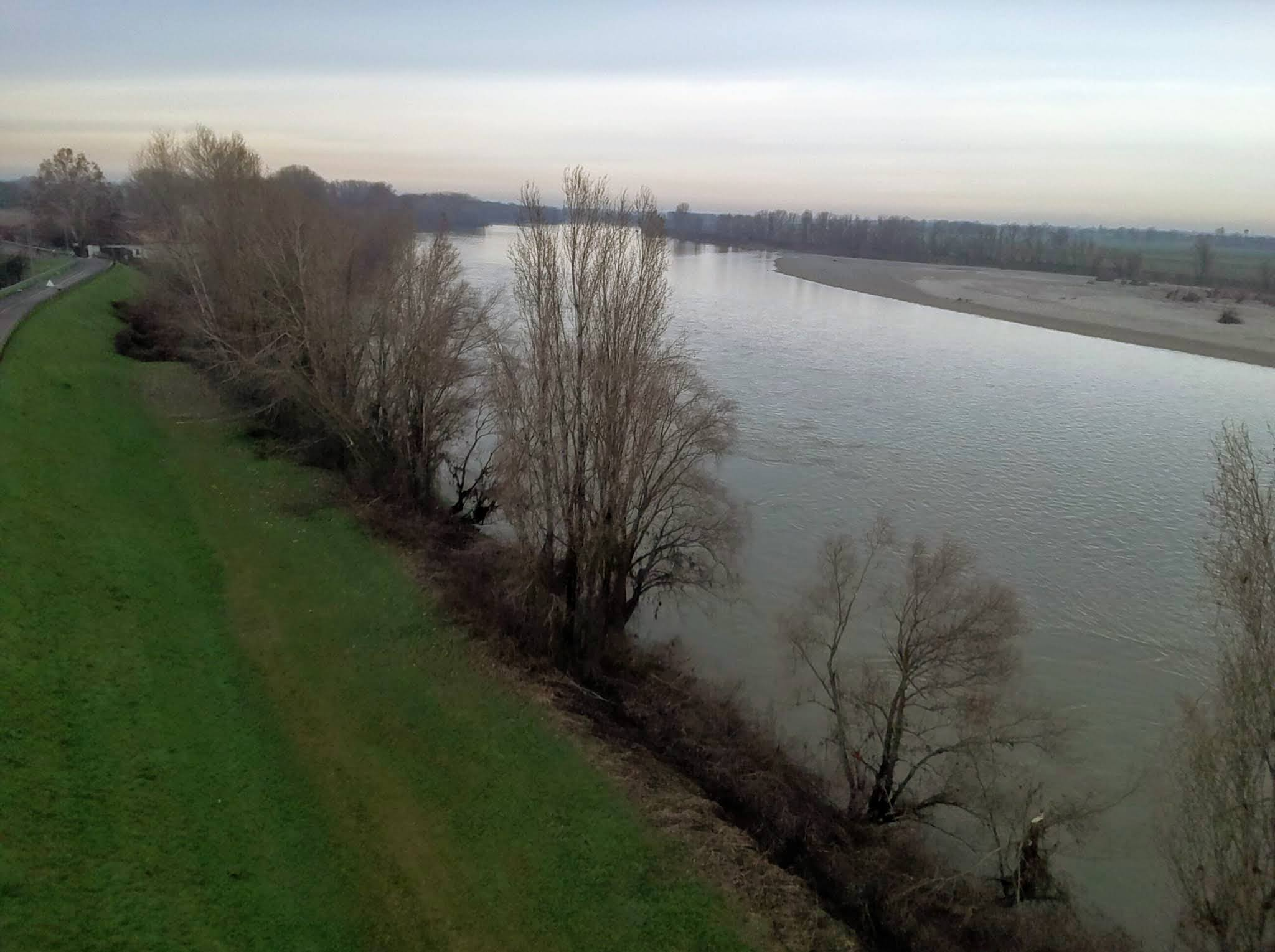
Il Po a Piacenza, veduta aerea (2021).

### Affluenti di destra
- Tanaro, di gran lunga il maggiore per lunghezza (276 km), superficie di bacino (8.324 km², più dell'Arno) e portata media alla foce (131,76 m³/s) dei suoi affluenti di destra. Come volume medio d'acqua è anche in assoluto il 4º affluente del Po dopo Ticino, Adda e Oglio. Nasce dal Monte Saccarello nelle Alpi liguri. Dapprima sembrerebbe dover proseguire regolarmente verso Torino per gettarsi nel Po; invece in prossimità di Cherasco gira ad oriente, marcando un confine naturale tra le Langhe e il Roero, quindi si apre una breccia enorme attraverso le colline moreniche del Monferrato, dopo le quali si dirige fino ad Asti, Alessandria ed alla confluenza nel Po. Riceve da destra la Bormida e, da sinistra, la Stura di Demonte: la prima discende dalle Alpi Liguri e dall'Appennino Ligure, e la seconda da Argentera (colle della Maddalena).
- Scrivia, nasce dall'appennino Ligure, a monte di Genova, e corre nella stretta valle omonima fin presso Serravalle, dove sbocca nella pianura con una portata media di 23 m³/s. Lungo il suo corso si snoda la grande via di comunicazione che da Torino e da Milano, attraverso il Passo dei Giovi, scende a Genova.
- Trebbia, sorge dal Monte Prelà (m 1406 s.l.m.) nell'Appennino Ligure e mette in comunicazione il territorio piacentino con quello genovese, via Bobbio. Scorre in una valle strettissima, profonda ed in gran parte selvaggia; riceve il fiume Aveto che gli conferisce metà della portata d'acqua, taglia la via Emilia presso Piacenza, dove sbocca nel Po. Dopo il Tanaro e la Secchia e il Taro è il quarto affluente di destra per portata media alla foce, con quasi 40 m³/s, a dispetto del suo corso abbastanza breve (115 km).
- Taro, nasce dal monte Penna (a monte di Rapallo). Sbocca, poco dopo Fornovo, nella Pianura Padana dopo avere ricevuto il Ceno, con un alveo larghissimo (anche 2 km), taglia la via Emilia poco prima di Parma e sfocia nel Po presso Gramignazzo. È il terzo affluente di destra per portata media alla foce (circa 41 m³/s) e il 4º per lunghezza (126 km).
- Parma, nasce dal Lago Santo parmense e dai laghetti Gemio e Scuro posti sul crinale nei settori dei Monti Orsaro e Sillara. I due rami confluiscono a monte della località Bosco per dare origine al torrente Parma propriamente detto. Il corso d'acqua riceve numerosi affluenti tra i quali il torrente Baganza, nella città di Parma. Dopo un percorso di circa 100 km si immette nel Po in località Mezzano Superiore apportando una media di 11,3 m³/s.
- Enza, nasce dal Passo del Lagastrello, subito a est dell'Alpe di Succiso, riceve il Cedra, sbocca in pianura a San Polo d'Enza e sfocia nel Po a Brescello, di fronte alla lombarda Viadana dopo 93 km di corso con un apporto medio di circa 12 m³/s.
- Secchia, nasce presso il valico appenninico di Cerreto e sbocca nel Po, poco a valle del punto dove il Mincio confluisce, pure nel Po, sulla riva opposta, dopo 172 km di corso, costituendo il secondo affluente di destra per lunghezza e per portata (42 m³/s).
- Panaro, scende dal Passo del Giovo sul Monte Rondinaio e raccoglie un ventaglio di affluenti dalla sezione più elevata dell'Appennino settentrionale. Dopo essere sboccato nella pianura emiliana a sud-est di Modena nei pressi di Vignola, confluisce nel Po a ovest di Ferrara risultando, con i suoi 148 km di corso e una portata media di 37 m³/s rispettivamente il terzo affluente di destra per lunghezza e il quinto per volume d'acqua.

## Effluenti
Nella zona del suo delta, il Po ha diversi effluenti. Le diramazioni deltizie del Po, che nel loro complesso costituiscono il delta, sono da settentrione a meridione:
- Po di Levante, dagli anni trenta del Novecento, pur essendo collegato al corso principale del fiume, ne è idraulicamente separato e non ne riceve le acque;
- Po di Maistra;
- Po di Venezia - Po di Pila, sfocia in mare attraverso tre distinte bocche (Busa di Tramontana, Busa Dritta e Busa di Scirocco);
- Po di Tolle, con le diramazioni di Busa Bastimento e Bocca del Po delle Tolle;
- Po di Gnocca o della Donzella, anch'esso con una biforcazione terminale;
- Po di Goro.

## Piene e alluvioni

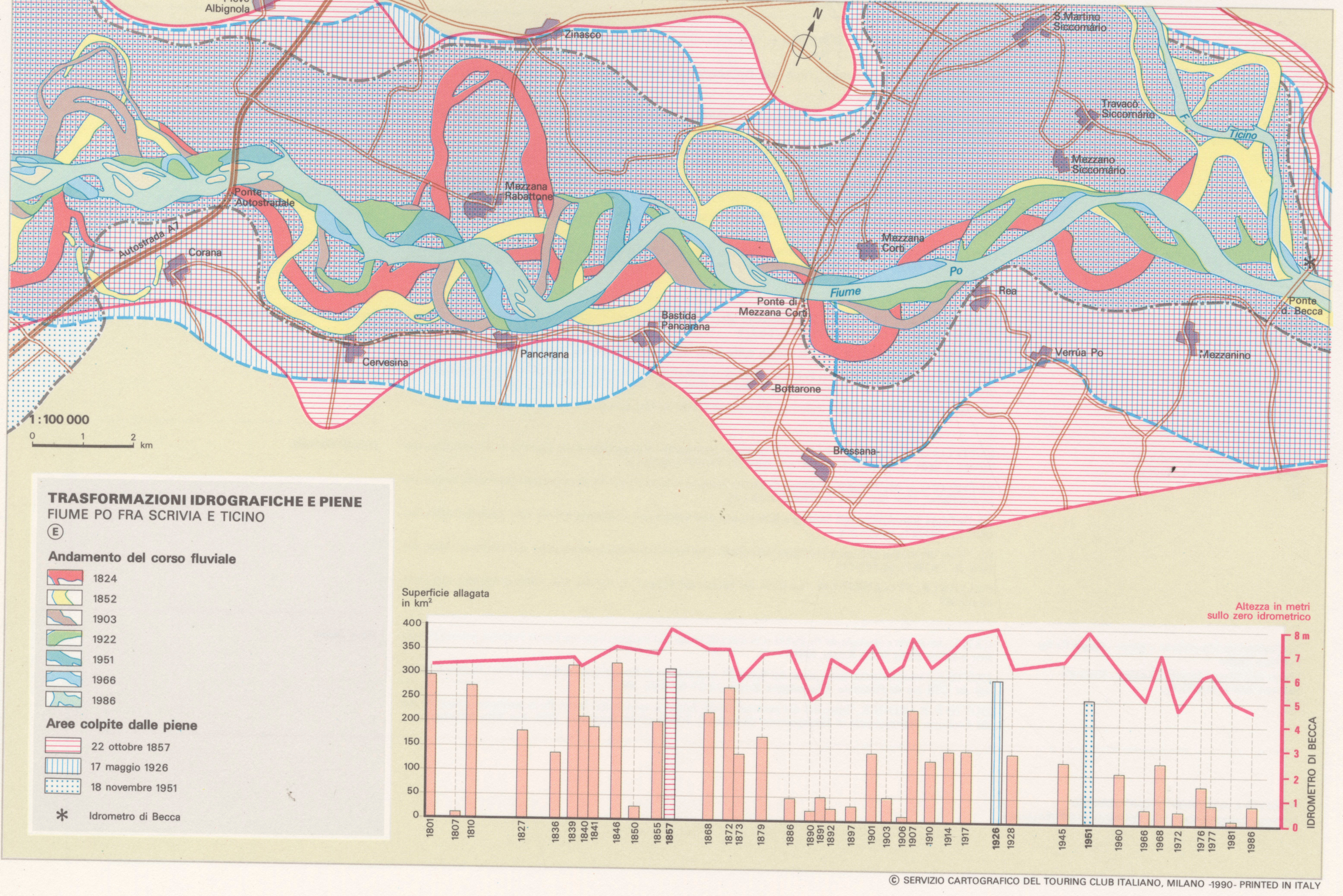
Trasformazioni idrografiche e piene nel tratto tra lo Scrivia e il Ticino

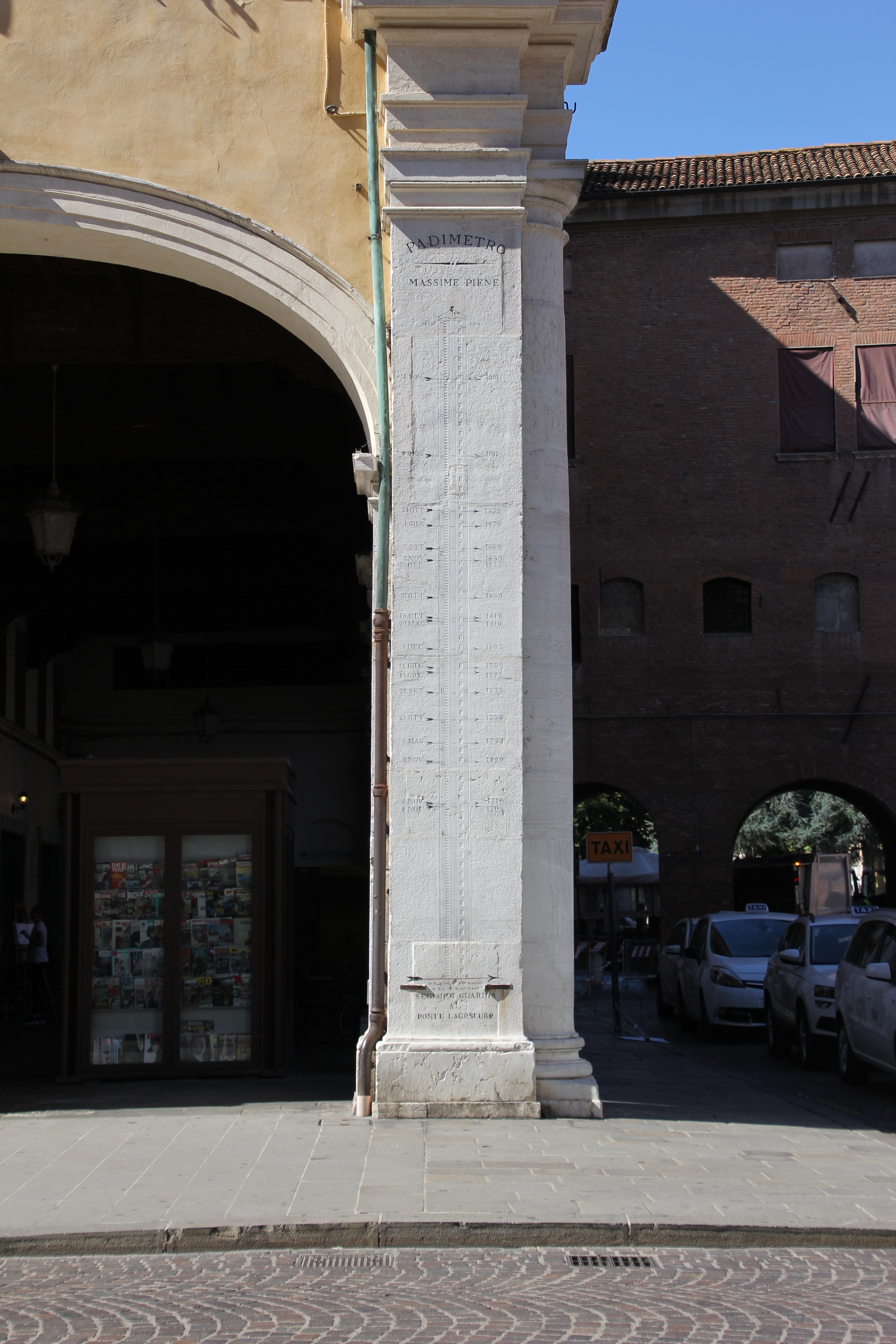
Padimetro a Ferrara

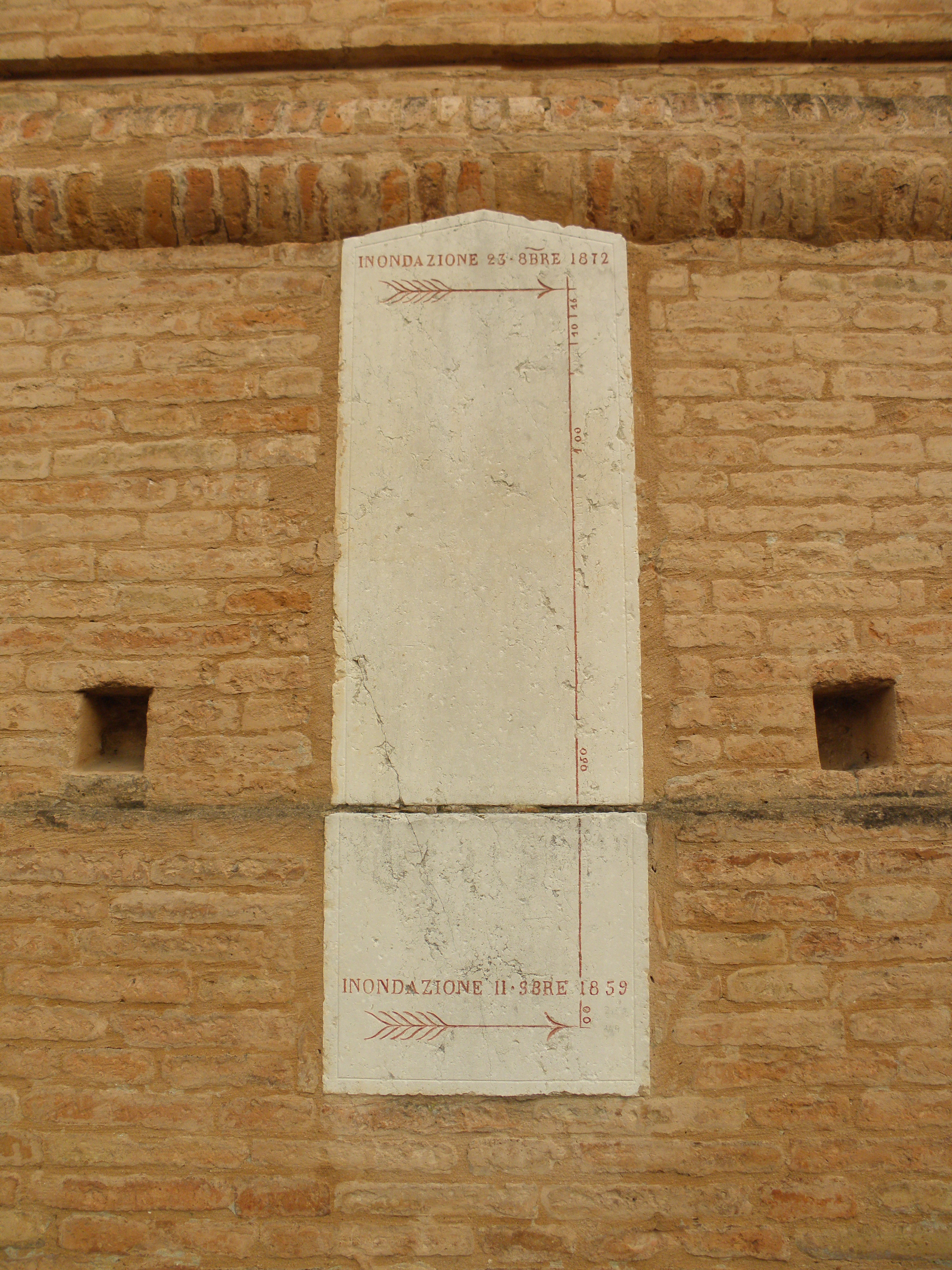
Lapide che riporta i livelli delle inondazioni dell'11 novembre 1859 e del 23 ottobre 1872 murata sulla chiesa parrocchiale dei Santi Pietro e Paolo Apostoli a Sermide.

Le piene del fiume, generalmente concentrate in autunno a causa delle piogge, sono abbastanza frequenti e possono essere anche imponenti e devastanti come avvenuto svariate volte nel XX secolo. Determinanti nelle piene sono soprattutto i tributari piemontesi (Dora Baltea, Sesia e Tanaro in particolare) e lombardi (Ticino). Per fare alcuni esempi, durante la piena del novembre 1994 il fiume mostrò già in Piemonte, dopo la confluenza del Tanaro, una portata di colmo di oltre 11.000 m³/s, quasi paragonabile a quella normalmente registrata molto più a valle, nel Polesine.
Lo stesso avvenne anche nell'ottobre 2000, sempre in Piemonte, dove il fiume superò già a partire dal comune di Valenza i 10.000 m³/s di portata massima di piena a causa soprattutto dei contributi pesantissimi di Dora Baltea e Sesia.
I valori massimi assoluti di portata del Po sono stati raggiunti durante gli eventi alluvionali del 1951 e del 2000 con picchi di oltre 13.000 m³/s nel medio-basso corso.
La prima alluvione causata dal Po di cui si ha notizia certa risale al 204 a.C. secondo quanto riportato da Tito Livio. Da allora sono noti 138 eventi (una media di circa una piena straordinaria ogni sedici anni). Tra le più importanti si ricordano:
- 589 - Rotta della Cucca - Piena che porta alla modificazione sostanziale dell'idrografia della pianura Veneto-Padana.
- 1152 - Rotta di Ficarolo - Alluvione in Polesine con nascita del Po di Venezia. il Po rimase disalveato per circa 20 anni.
- 1330 - Alluvione del Polesine e del Mantovano. 10.000 deceduti.
- 1705 - Alluvione nel Modenese, Ferrarese e Mantovano con la morte di 15.000 persone.
- 1839 - Rotta a Bonizzo, frazione di Borgofranco sul Po e conseguente alluvione del Mirandolano. Il paese di Noceto, tra Caselle Landi e San Rocco al Porto viene completamente distrutto dalle acque.

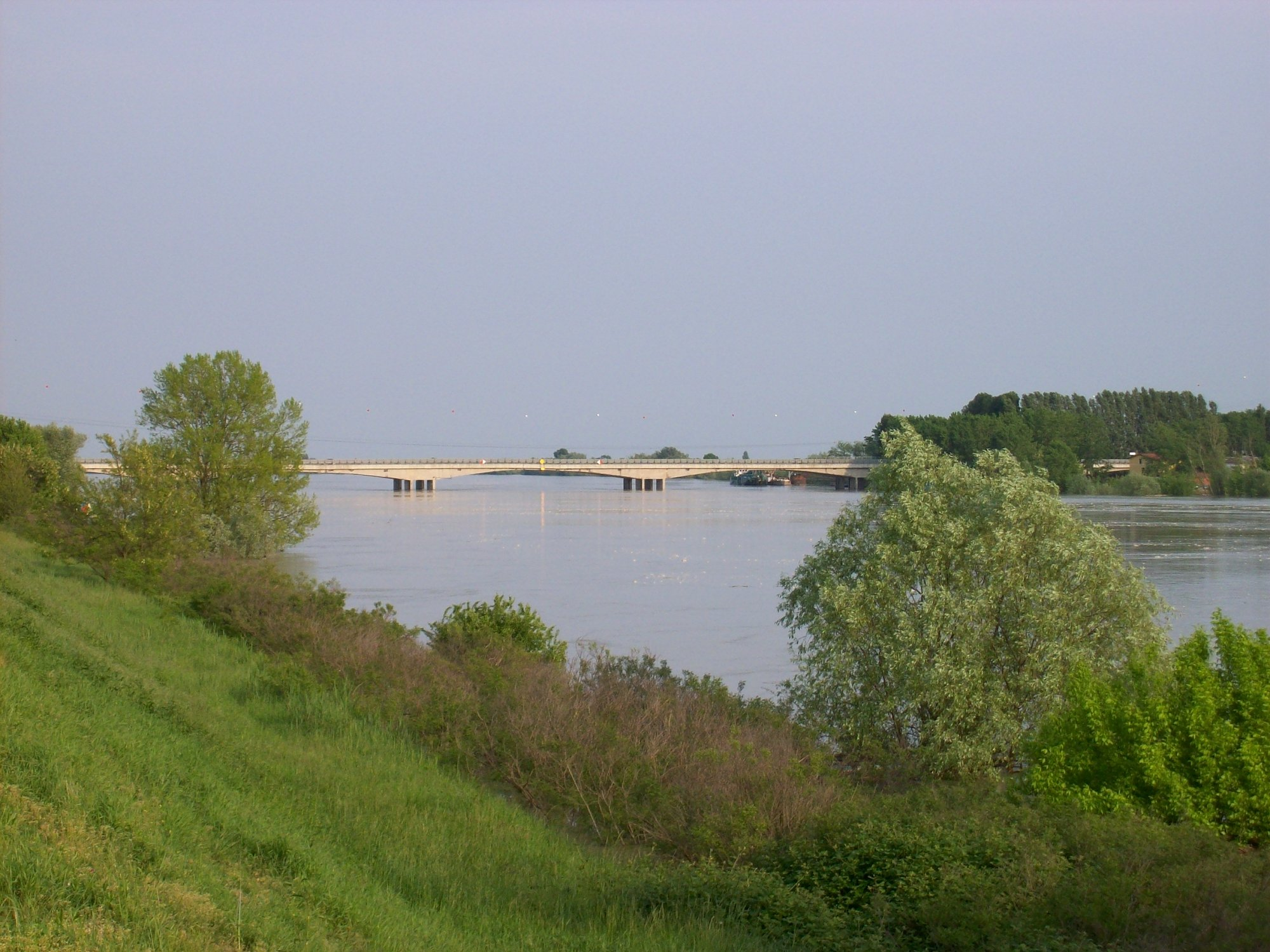
Il Po ingrossato a San Benedetto Po (Mantova), maggio 2009.

Nel XX secolo le piene più importanti furono:
- Maggio e giugno 1917 - Due ondate di piena coinvolgono il Po (25 maggio e 4 giugno). La seconda delle quali supera all'idrometro di Polesella il precedente valore massimo noto del 1872 (8,17 m, contro i 7,46 m del record precedente)[19]. Le acque del fiume rimasero sopra il livello di guardia per oltre quaranta giorni. Ci furono rotte a Meleti, Castelnuovo Bocca d'Adda nei pressi della confluenza con l'Adda ed a Mortizza. A Pontelagoscuro venne misurata una portata massima di 8.900 m³/s.
- Novembre 1951 - Si tratta della peggiore alluvione del secolo. Il Po rompe a Occhiobello inondando 113.000 ettari di territorio e causando 89 morti. A Pontelagoscuro la portata massima toccò i 10.300 m³/s massimo storico dall'inizio delle misurazioni nel 1807[20].
- Novembre 1994 - Forti e continue piogge interessano i tributari piemontesi e lombardi. Rotte e conseguenti alluvioni si ebbero a valle della confluenza dell'Orco e della Dora Baltea, colpendo in particolare: Chivasso, Trino, Crescentino, Morano sul Po e, più a valle, a Ghiarole. Settanta furono le vittime. A Pontelagoscuro la portata massima fu di 8.700 m³/s.
- Ottobre 2000 - Si tratta della seconda piena più importante, a livello di portata massima, del XX secolo: a Pontelagoscuro si registrò infatti un picco di 9.600 m³/s[21], mentre molti chilometri prima, al Ponte della Becca vicino a Pavia (alla confluenza del Ticino), la stima della portata fu di ben 13.220 m³/s[22]; la diminuzione della portata fra Ponte della Becca e Pontelagoscuro si deve agli ampi volumi di acqua invasati nelle golene lombarde ed emiliane che hanno consentito la laminazione della piena. Si ebbero alluvioni in Piemonte, Lombardia ed Emilia-Romagna. Vi furono ventitré vittime, undici dispersi e quarantamila sfollati.

## Siccità
La portata media storica del Po per il mese di giugno è di 1.805 metri cubi al secondo. A fine giugno 2022 la portata misurata a Ferrara si attestava sotto una media di 145 metri cubi al secondo. Il cambiamento climatico ha causato molti eventi di siccità nell'Italia settentrionale ed è prevista una "riduzione delle precipitazioni durante la critica stagione della crescita del grano". A luglio 2022 il governo italiano ha dichiarato lo stato di emergenza in: Emilia-Romagna, Lombardia, Piemonte, Veneto e Friuli Venezia Giulia. La diminuzione del livello dell'acqua ha scoperto ampi tratti di alveo, nei quali sono stati rinvenuti numerosi oggetti e veicoli perduti, tra i quali un carro armato e numerose imbarcazioni risalenti alla seconda guerra mondiale.

## Fauna

### Fauna ittica
Il Po e i suoi affluenti presentano una fauna ittica originaria di interesse biogeografico ed ecologico, con un alto tasso di endemismo. A partire dalla seconda metà del XX secolo sono state introdotte specie ittiche alloctone che hanno inquinato l'originaria biodiversità, conducendo a rarefazione di molte specie endemiche e minacciandone alcune di estinzione.
Alcune specie endemiche o subendemiche dell'area padana sono qui di seguito riportate:
| Acipenseriformes            |                      |  |
| Acipenseridae               |                      |  |
| Acipenser naccarii          | Storione cobice      |  |
| Acipenseriformes            |                      |  |
| Acipenseridae               |                      |  |
| Acipenser sturio            | Storione comune      |  |
| Cypriniformes               |                      |  |
| Cobitidae                   |                      |  |
| Sabanejewia larvata         | Cobite mascherato    |  |
| Cyprinidae                  |                      |  |
| Barbus caninus              | Barbo canino         |  |
| Barbus plebejus             | Barbo italico        |  |
| Chondrostoma genei          | Lasca                |  |
| Chondrostoma soetta         | Savetta              |  |
| Leucos aula                 | Triotto              |  |
| Rutilus pigus               | Pigo                 |  |
| Telestes muticellus         | Vairone              |  |
| Perciformes                 |                      |  |
| Gobiidae                    |                      |  |
| Knipowitschia panizzae      | Ghiozzetto di laguna |  |
| Orsinigobius punctatissimus | Ghiozzetto striato   |  |
| Padogobius bonelli          | Ghiozzo padano       |  |
| Ninnigobius canestrinii     | Ghiozzetto cenerino  |  |
| Petromyzontiformes          |                      |  |
| Petromyzontidae             |                      |  |
| Lampetra zanandreai         | Lampreda padana      |  |
| Salmoniformes               |                      |  |
| Salmonidae                  |                      |  |
| Salmo marmoratus            | Trota marmorata      |  |

Di seguito una lista parziale di alcuni dei più diffusi alloctoni:
- Abramis brama - Breme
- Ameiurus melas - Pesce gatto
- Aspius aspius - Aspio
- Barbus barbus - Barbo danubiano
- Blicca bjoerkna - Blicca
- Carassius auratus - Carassio
- Ctenopharyngodon idella - Carpa erbivora o Amur
- Gambusia affinis - Gambusia
- Gymnocephalus cernuus - Acerina
- Hypophthalmichthys molitrix - Carpa testa grossa o Temolo russo
- Ictalurus punctatus - Pesce gatto maculato
- Lepomis gibbosus - Persico sole
- Micropterus salmoides - Persico trota
- Oncorhynchus mykiss - Trota iridea
- Pseudorasbora parva - Pseudorasbora o Cebacek
- Rhodeus sericeus - Rodeo
- Rutilus rutilus - Gardon
- Sander lucioperca - Lucioperca o Sandra
- Silurus glanis - Siluro

Il 23 agosto 2006 nel fiume Po in provincia di Ferrara è stata pescata una carettochelide (Carettochelys insculpta) successivamente ospitata all'Acquario di Genova. Poco tempo dopo è stata trovata anche una tartaruga azzannatrice (Chelydra serpentina).
Nell'agosto del 2009 è stato pescato, nelle acque del fiume, un piranha della specie Pygocentrus nattereri.

### Impatti ecologici
Numerose specie ittiche autoctone ed endemiche sono minacciate da diversi fattori. Tra le più importanti vi è la presenza di specie alloctone: tra queste specie alcune (prevalentemente il Siluro e secondariamente anche Aspio, Lucioperca e pesci gatto) sono estremamente dannose in quanto predatori mentre altre (ad esempio: Breme, Blicca, Gardon, Rodeo, ecc.) danneggiano la fauna autoctona in quanto competitori. A questi si aggiunge anche il gambero rosso della Louisiana (Procambarus clarkii) anch'esso in grado di avere un impatto notevole sulle popolazioni ittiche, l'ambiente e le opere idrauliche. Altre minacce sono l'inquinamento e la costruzione di dighe prive d'impianti di risalita come quella di Casale Monferrato che impediscono alle specie migratrici come lo storione comune, lo storione cobice e la cheppia di poter risalire il fiume per riprodursi.

## Il Po e l'uomo

### Principali centri abitati lungo il corso del Po
- Paesana
- Cardè
- Villafranca Piemonte
- Carmagnola
- Carignano
- Moncalieri
- Torino
- San Mauro Torinese
- Settimo Torinese
- Chivasso
- Crescentino

- Trino
- Casale Monferrato
- Valenza
- Isola Sant'Antonio
- Piacenza
- Cremona
- Casalmaggiore
- Colorno
- Viadana
- Guastalla
- Luzzara

- Suzzara
- San Benedetto Po
- Ostiglia
- Ficarolo
- Ro
- Occhiobello
- Ferrara
- Polesella
- Adria
- Porto Viro
- Taglio di Po
- Porto Tolle
- Goro

### Ponti sul Po
Una ricerca del Politecnico di Torino ha stabilito che nel 2001 vi erano 77 ponti (stradali e ferroviari) che attraversavano il Po lungo tutto il suo corso, escludendo alcune strutture minori nei pressi della sorgente.

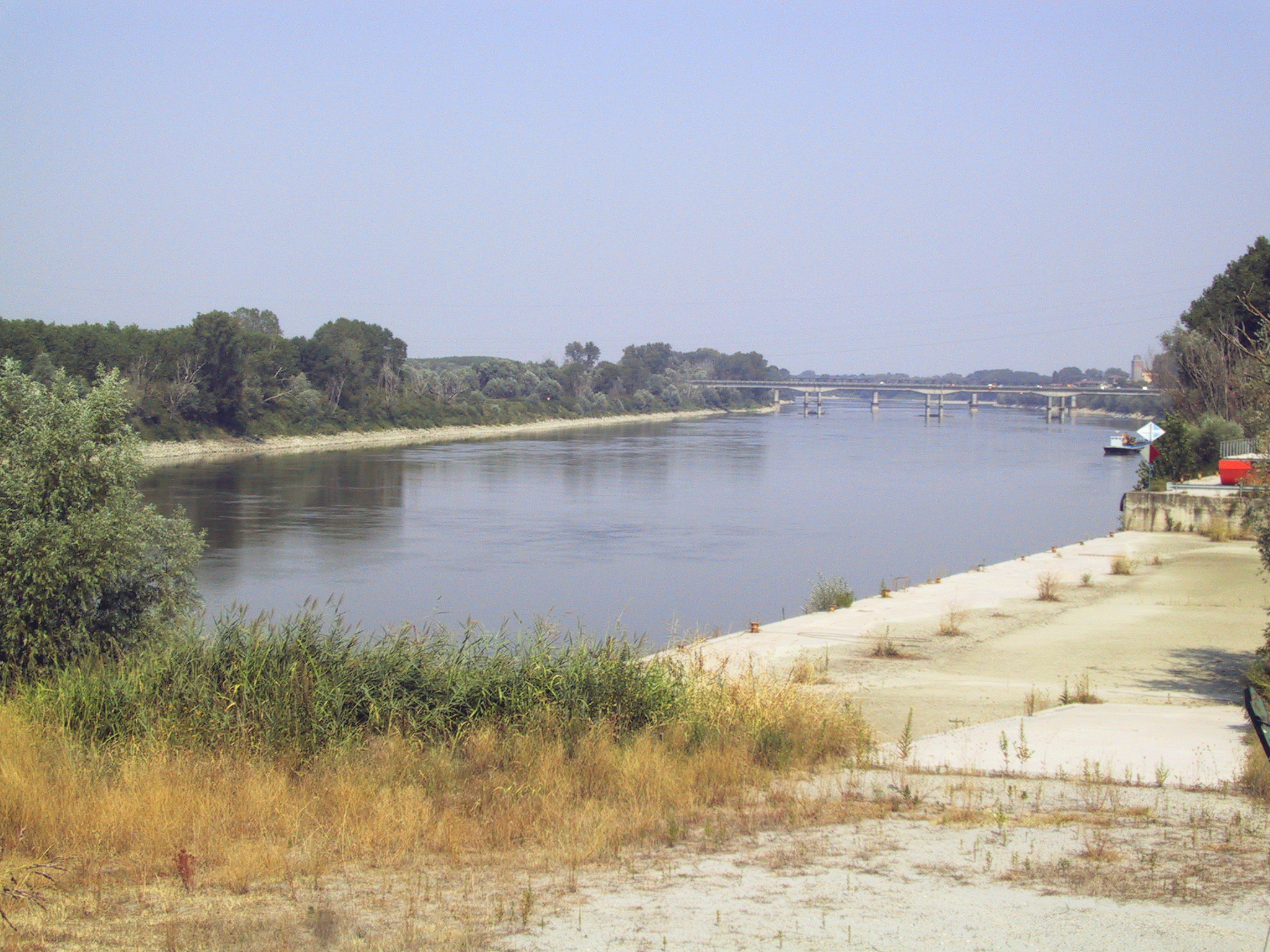
Il ponte sul fiume Po nei pressi di Casalmaggiore
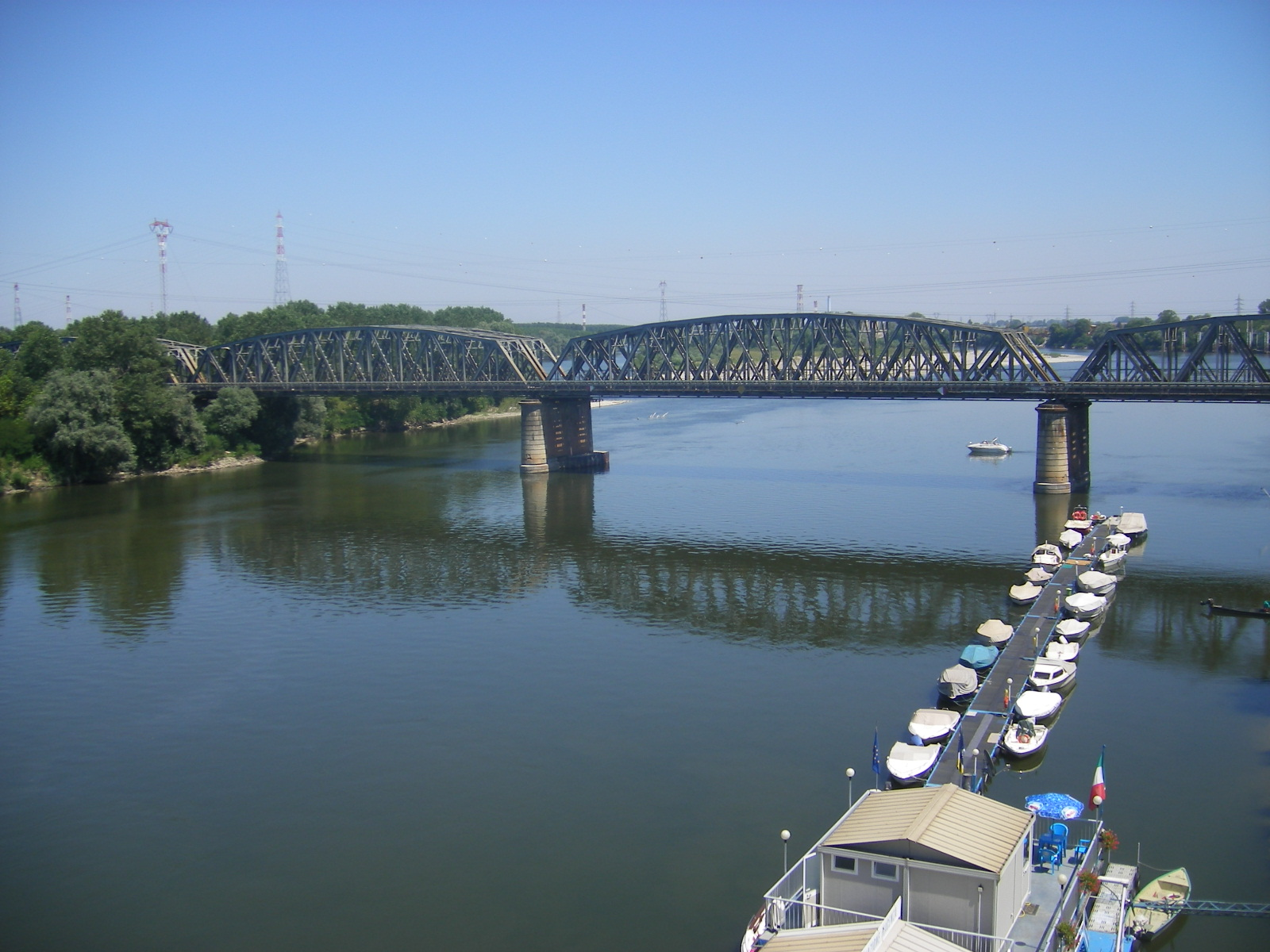
Ponte ferroviario di Piacenza
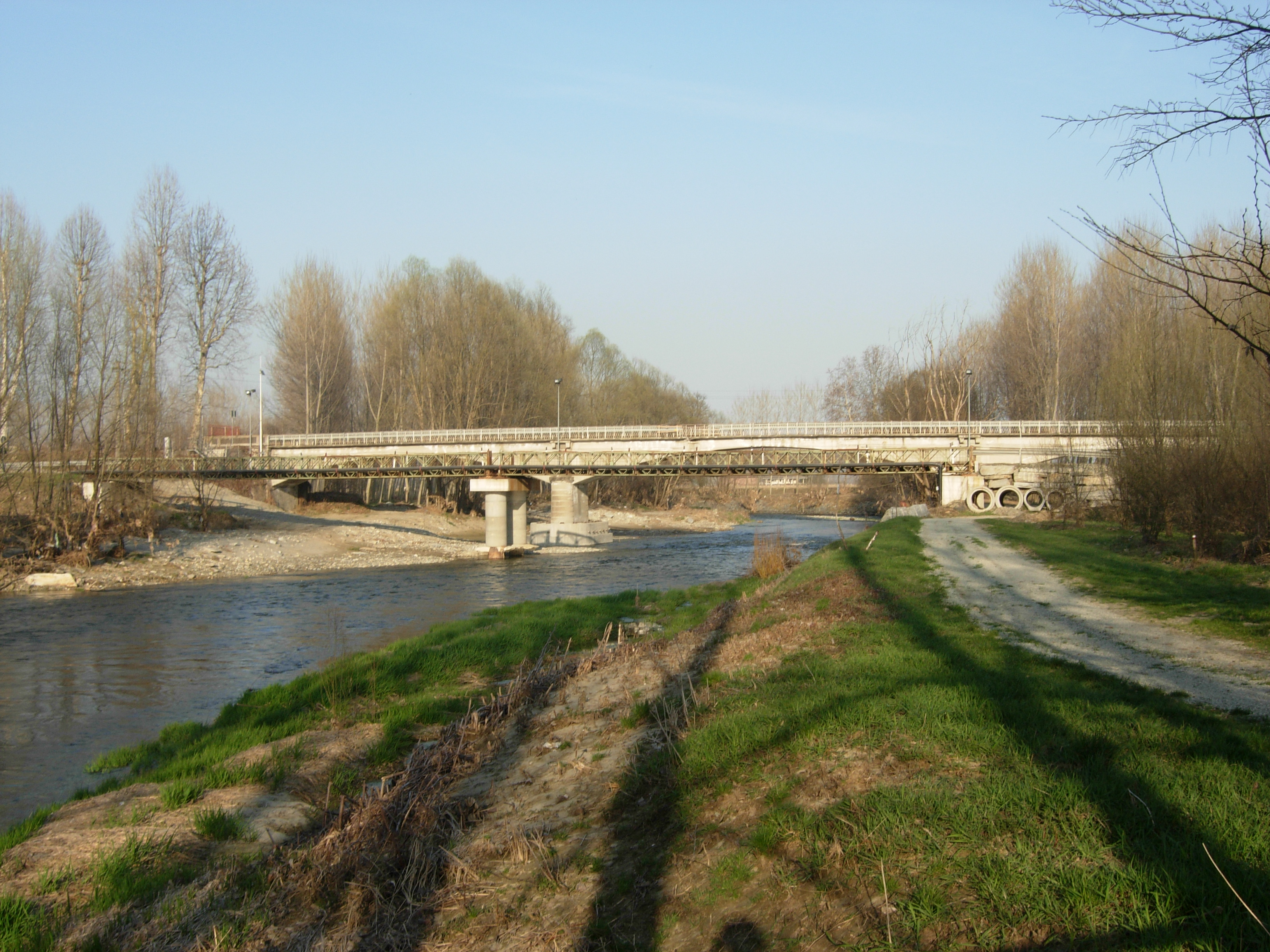
Il ponte sul Po a Cardè
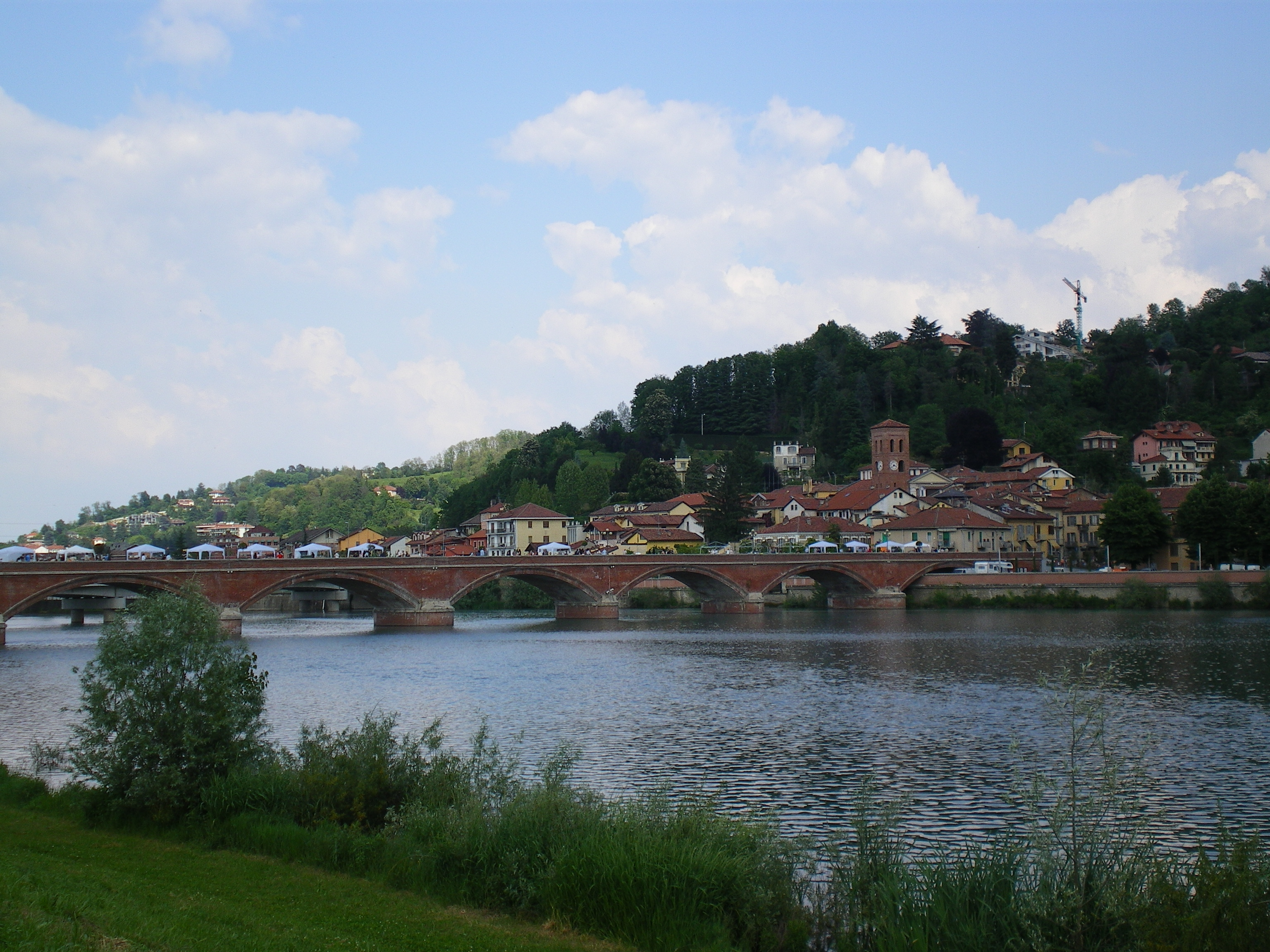
Ponte Vittorio Emanuele III e centro storico di San Mauro Torinese
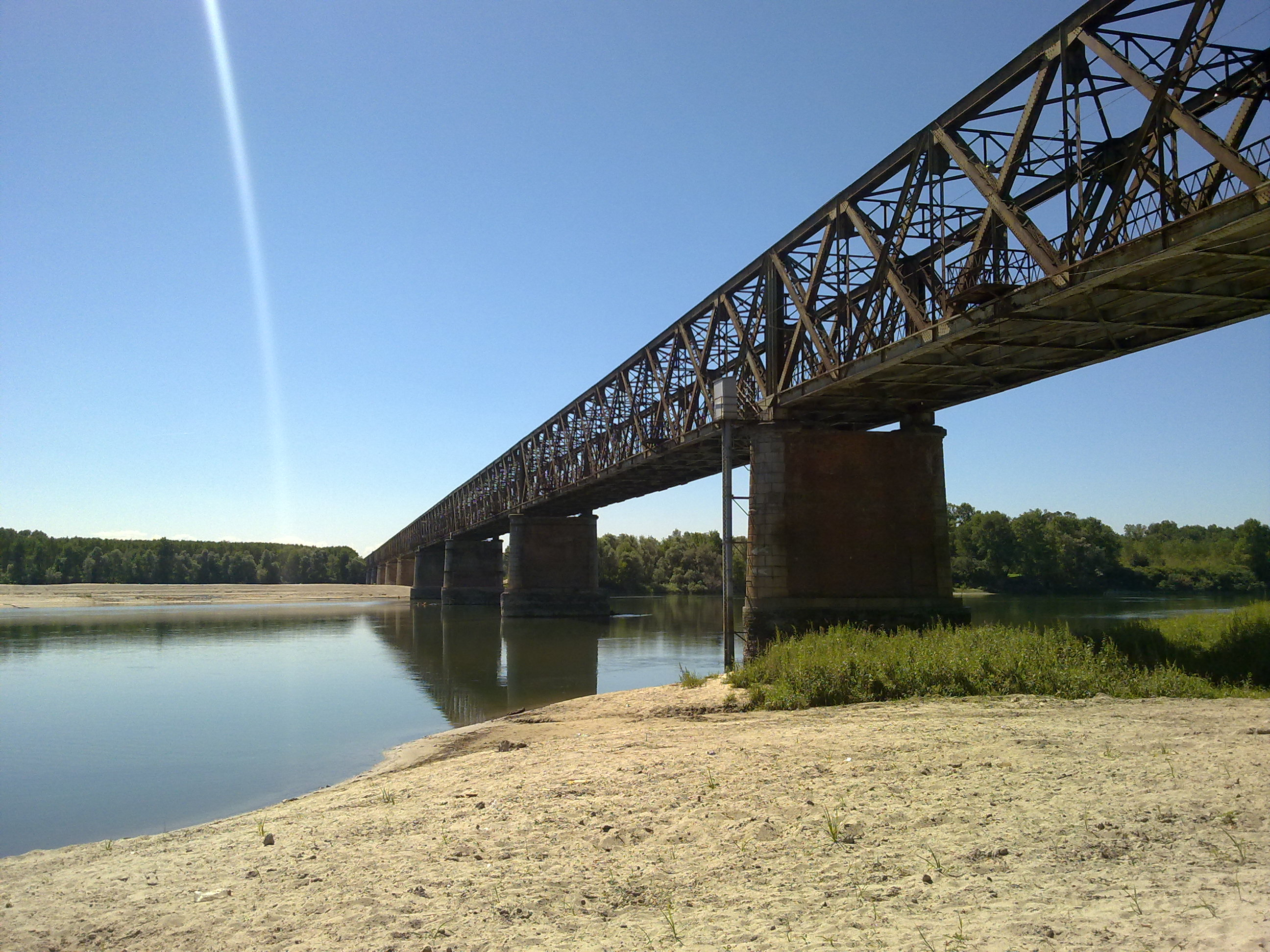
Ponte della Becca
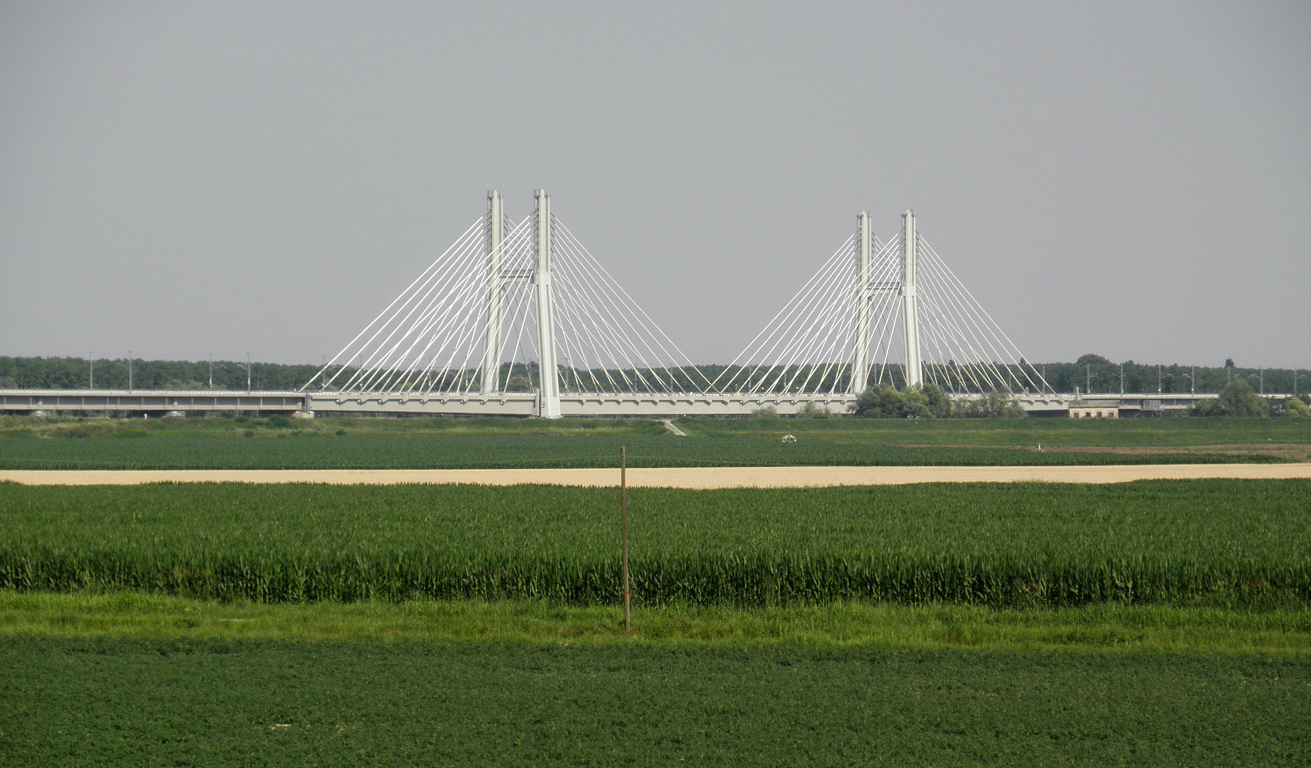
Ponte strallato di Piacenza
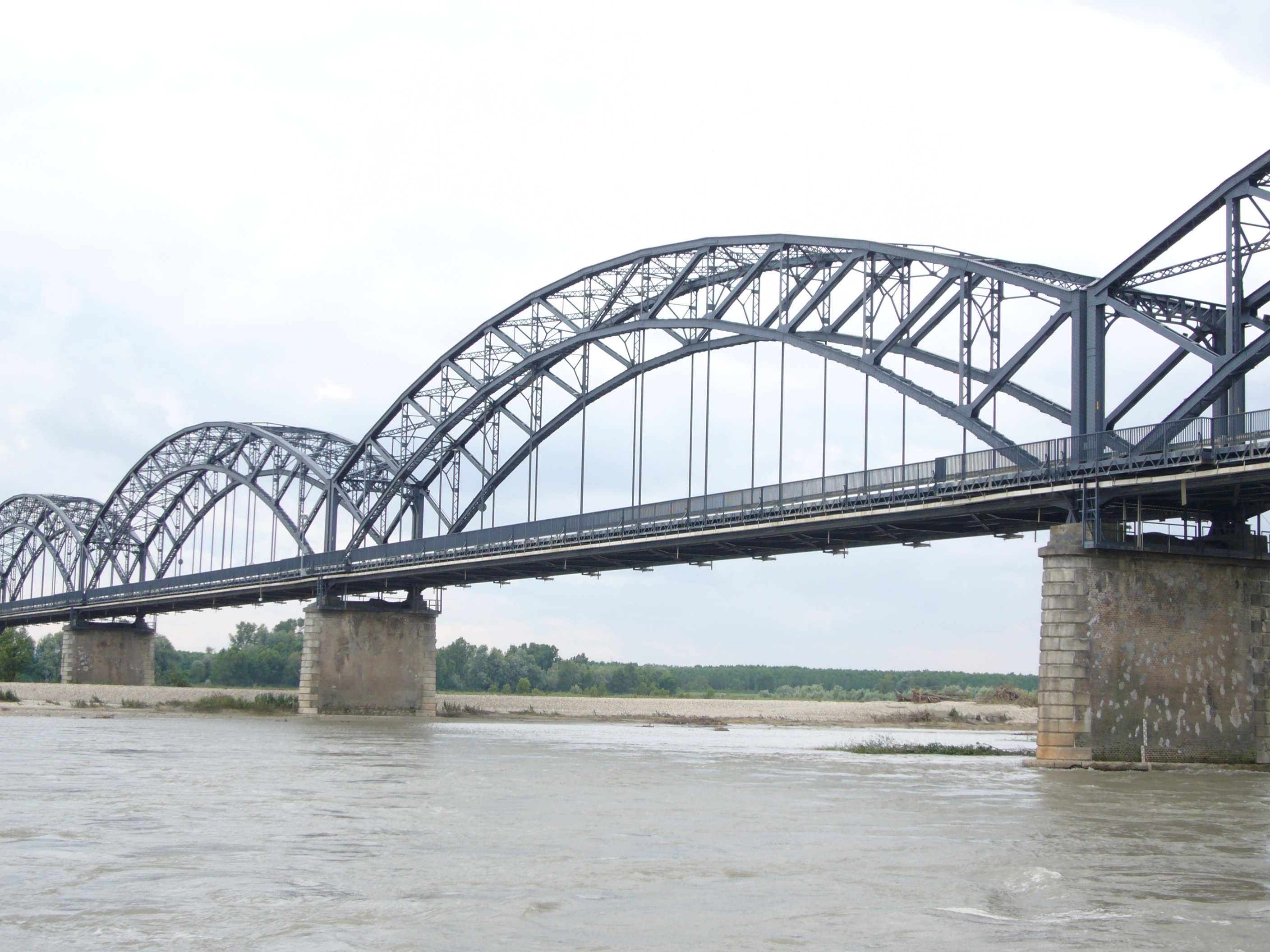
Ponte della Gerola in provincia di Pavia
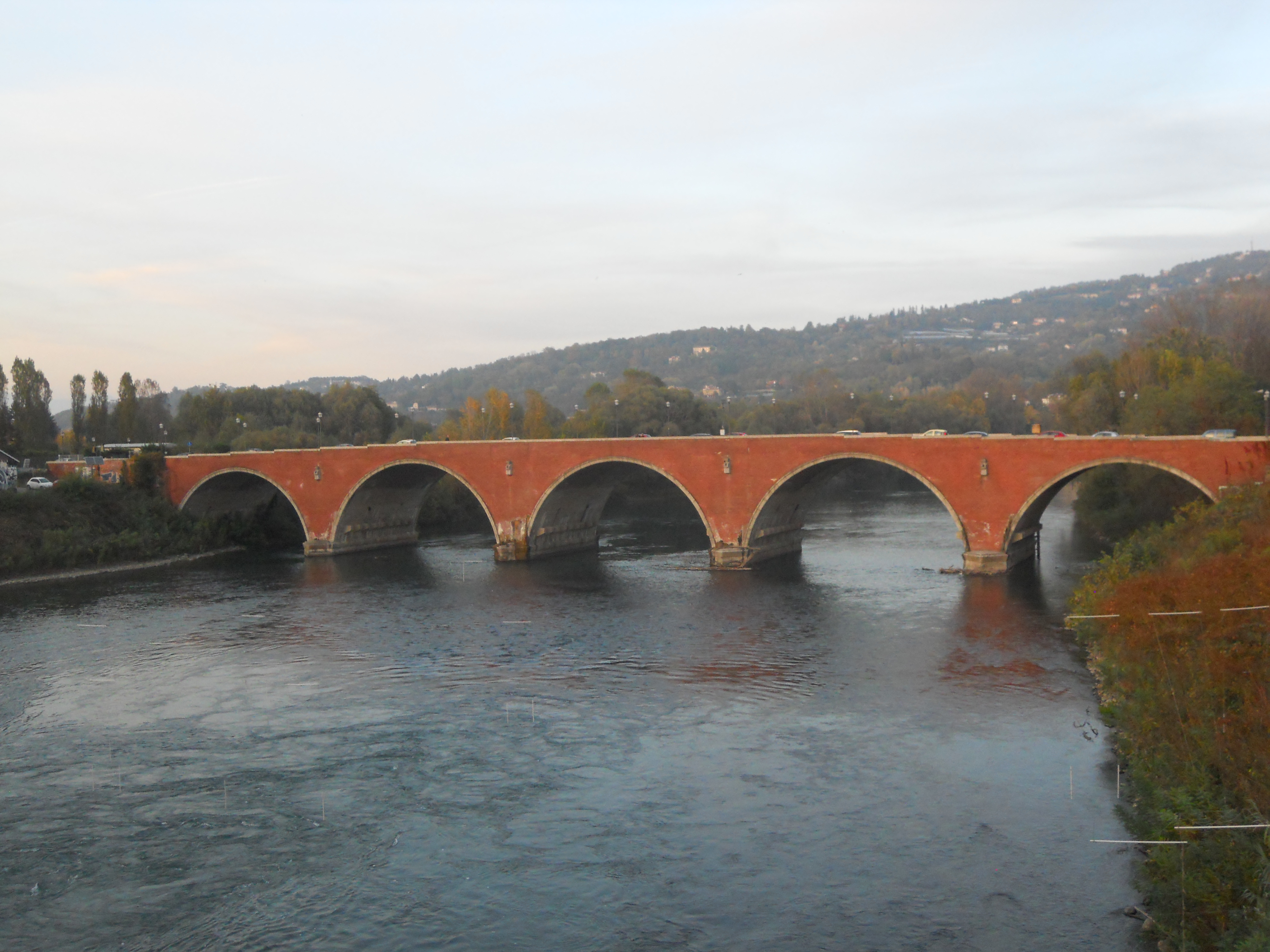
Il ponte sul Po cosiddetto dei "Cavalieri Templari" a Moncalieri
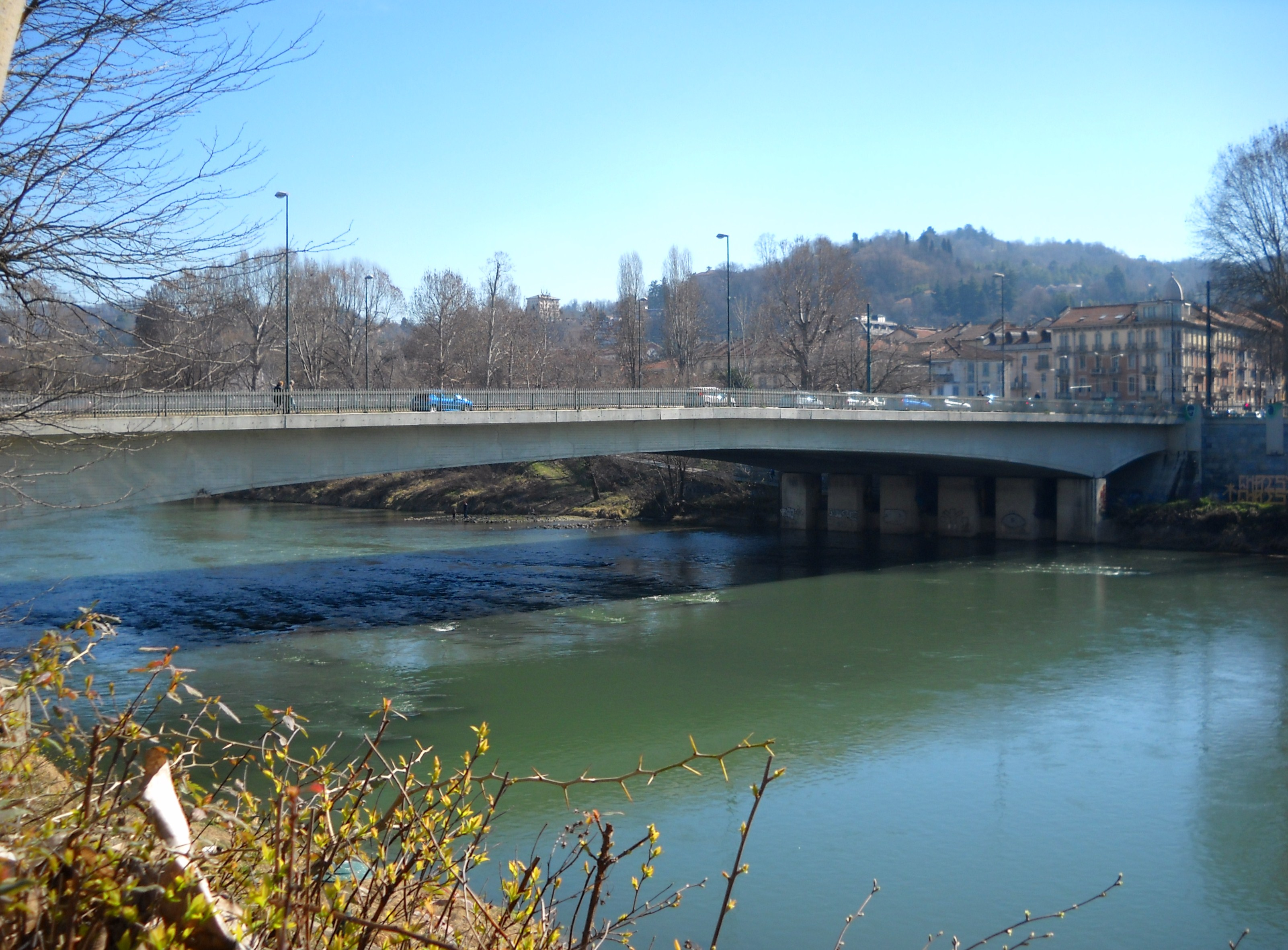
Veduta del Ponte Regina Margherita a Torino
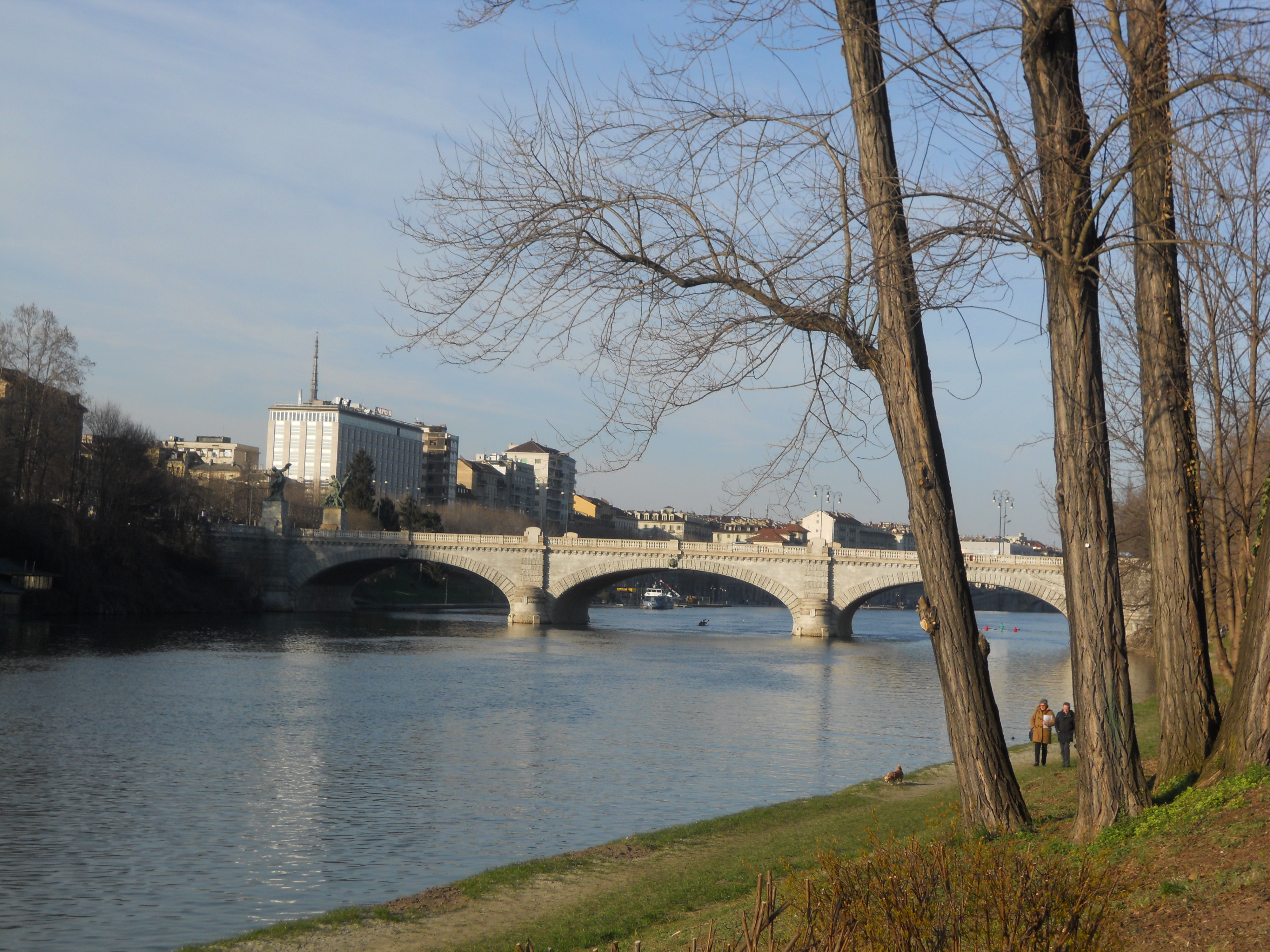
Ponte Umberto I a Torino visto dal lato destro del Po

### Autorità sul fiume

Opera di Bernardino Zendrini sulle controversie fra città per il Po, 1717

Fino alla riforma attuata nel 2002, il Po e i suoi affluenti erano soggetti all'autorità del Magistrato per il Po, un organo del Ministero dei lavori pubblici con sede a Parma, istituito nel 1955, dopo la catastrofica alluvione del 1954, per coordinare e, dal 1962, unificare le competenze dei vari organi preposti. Peraltro, già nel 1806 Eugenio di Beauharnais, Viceré d'Italia, aveva istituito un Magistrato civile per lavori generali che riguardano il grande sistema del Po.
In seguito alla riforma del 2002, correlata al decentramento di funzioni dallo Stato alle regioni, l'intero Bacino del Po è stato affidato ad un'agenzia interregionale denominata Agenzia Interregionale per il fiume Po (AIPO), anch'essa con sede a Parma, alla quale sono state trasferite le competenze del vecchio Magistrato con in più alcune nuove competenze sulla navigazione interna. L'AIPO è un ente strumentale di quattro delle Regioni che compongono il bacino del Po: Piemonte, Lombardia, Emilia-Romagna e Veneto. La Regione Valle d'Aosta e le province Autonome di Trento e Bolzano usufruiscono di speciali uffici locali. La Regione Liguria e la Regione Toscana affidano la gestione dei corsi d'acqua del bacino ricadenti nei loro territori all'AIPO mediante "protocolli d'intesa" e particolari "convenzioni".
L'attività di pianificazione del bacino è curata dall'Autorità di bacino distrettuale del fiume Po (ADBPO), organismo misto Stato-Regioni. L'AIPO attua la pianificazione redatta da ADBPO mediante attività di programmazione degli interventi e gestione dei corsi d'acqua, oltre al "servizio di piena", mediante 12 sedi periferiche che coprono l'intero bacino: da ovest verso est: Torino, Alessandria, Pavia, Lodi, Piacenza, Cremona, Parma, Reggio nell'Emilia, Mantova, Modena, Ferrara e Rovigo.

### Aree naturali protette
- Parco del Monviso
- Parco del Po e del Morbasco
- Parco della Golena del Po
- Parco interregionale Delta del Po
- Parco regionale del Delta del Po dell'Emilia-Romagna
- Parco regionale veneto del Delta del Po
- Riserva naturale del Meisino e dell'Isolone Bertolla
- Riserva naturale dell'Isola Boscone
- Riserva naturale Dune e isole della Sacca di Gorino
- Riserva naturale Garzaia di Pomponesco
- Riserva naturale Po di Volano
- Parco del Po Torinese
- Parco del Po Vercellese/Alessandrino

### Annotazioni
1. 1 2  Qualora la si voglia invece considerare a partire dalle più lontane sorgenti del sistema fluviale nel suo complesso (quelle del Maira), esso raggiunge la lunghezza di 682 km.
2. ↑  Il più lungo fiume che scorre in Italia anche solo in parte è invece la Drava (749 km), affluente del Danubio, le cui sorgenti si trovano nel comune altoatesino di Dobbiaco e che prosegue il suo corso verso Austria, Slovenia, Croazia e Ungheria. Presso la Valle Spluga e la Val Bregaglia, in provincia di Sondrio, e precisamente nel comune di Piuro, nasce altresì, e scorre in territorio italiano per circa 15 km, il Reno di Lei, uno dei rami secondari del fiume Reno, il quale è lungo 1 326 km e scorre per gran parte della sua lunghezza in Germania.
3. ↑  Ficarolo dista poco più di 60 km da Adria.
4. ↑  In letteratura, la modifica che causò lo spostamento delle acque del fiume sul ramo meridionale è detta rotta di Sermide.
5. ↑  Di esso rimase in parte l'attuale Canal Bianco.
6. ↑  Una conferma si ha guardando la mappa del 1568 conservata presso il Comune di Ferrara, dove da questa fino quasi all'attuale Codigoro, il Po di Volano viene chiamato Bodenco. La stessa mappa chiama Trigaboli la parte portuale di Ferrara sita a sud della stessa, sulla sponda destra del Po di Volano. Poco dopo Ficarolo e prima di Ferrara, nella stessa mappa viene indicato Canale di Venezia, un ramo che serviva per giungere nella città lagunare passando per il porto a nord di Ferrara. Solo nella parte terminale si sovrapporrà con l'attuale omonimo ramo a nord del Po di Goro.
7. ↑  Sinistra e destra sono riferiti, guardando dall'alto, alla direzione del corso del fiume cioè dalle Alpi verso l'Adriatico.

### Riferimenti
1. ↑   Piano del Bilancio Idrico per il Distretto del fiume Po. Allegato 1 alla Relazione Generale. Bilancio idrico dell'asta del fiume Po (PDF), su adbpo.it, 6 ottobre 2016,  p. 20. URL consultato il 19 agosto 2022 (archiviato il 16 agosto 2021).
2. ↑  
 Bruno Migliorini et al., Scheda sul lemma "Po", in Dizionario d'ortografia e di pronunzia, Rai Eri, 2010, ISBN 978-88-397-1478-7.
3. ↑   Luciano Canepari, Po, in Il DiPI: dizionario di pronuncia italiana, Bologna, Zanichelli, 1999, ISBN 88-08-09344-1.
4. ↑   Copia archiviata, su taurinorum.com. URL consultato il 25 gennaio 2013 (archiviato dall'url originale il 14 maggio 2016).
5. ↑  Cfr. la voce fossa in Alberto Nocentini, l'Etimologico. Dizionario etimologico della lingua italiana, Firenze, Le Monnier, 2010. ISBN 978-88-0020-781-2.
6. ↑   Stefano Medas, Medas_La navigazione lungo le idrovie padane in epoca romana_2017 [Navigation in Po valley waterways in Roman Times_2017]. URL consultato il 10 febbraio 2022.
7. ↑   LA NAVIGAZIONE INTERNA DELLA CISALPINA IN ETA ROMANA (PDF), su openstarts.units.it.
8. ↑   Comacchio, emporio sulla sabbia – Museo Delta Antico, su museodeltaantico.com. URL consultato il 10 febbraio 2022.
9. ↑   I mercanti nell’Italia longobarda e carolingia (PDF), su iris.unive.it.
10. ↑  (EN) Fabio Romanoni, Guerra e navi sui fiumi dell'Italia settentrionale (secoli XII- XIV)- Archivio Storico Lombardo, CXXXIV (2008).. URL consultato il 25 novembre 2017.
11. ↑   Fabio Romanoni, La guerra d’acqua dolce. Navi e conflitti medievali nell’Italia settentrionale, Bologna, Clueb, 2023,  pp. 76-82, ISBN 978-88-31365-53-6.
12. ↑   Paolo Rumiz, Quel terremoto che quattro secoli fa rivoluzionò il corso del Po (PDF), su cngeologi.it, 9 agosto 2015. URL consultato il 28 novembre 2024.
13. ↑   Mario Veronesi, La navigazione a vapore sul fiume Po (PDF), in Rivista Marittima, novembre 2015. URL consultato il 24 aprile 2023.
14. ↑   Aldo Cherini, SUL FIUME PO E IL CONTRIBUTO DEL LLOYD AUSTRIACO (PDF), in Quaderno AMA nº 67/ 94, 10 dicembre 1994. URL consultato il 20 aprile 2023.
15. ↑   Claudio Smiraglia, Il regresso attuale dei ghiacciai: cause ed effetti della crisi di una risorsa idrica fondamentale (PDF), su italianostra-milano.org, 8 novembre 2006. URL consultato il 25 febbraio 2011.
16. 1 2   AA.VV., Elaborato I.c/7 (PDF), in Piano di Tutela delle Acque - Revisione del 1º luglio 2004; Caratterizzazione bacini idrografici, Regione Piemonte, 1º luglio 2004. URL consultato il 20 maggio 2010 (archiviato dall'url originale il 3 marzo 2016).
17. ↑   Po, su treccani.it. URL consultato il 22 agosto 2020.
18. ↑  http://www.piardi.org; LE INONDAZIONI DEL PO (o ERIDANO), dalla notte dei tempi
19. ↑  Ufficio Idrografico del Regio Magistrato alle Acque di Venezia. Annata 1917, Bollettino Mensile.P.O.G. Carlo Ferrari - Venezia. 1917, 165 - 168
20. ↑  Zanchettin, D., Traverso, P., Tomasino, M. (2008) Po River discharge: a preliminary analysis of a 200-year time series; Climatic Change, August 2008, Volume 89, Issue 3-4, pp 411-433
21. ↑  Progetto Water2Adapt, Analisi degli eventi di piena straordinaria del fiume Po. Fondazione Eni Enrico Mattei, policy brief del 2012
22. ↑  Direzione Regionale Servizi Tecnici di Prevenzione, Regione Piemonte. Rapporto sull'evento alluvionale del 13-16 ottobre 2000 Archiviato il 1º febbraio 2014 in Internet Archive.
23. ↑  (EN) Iolanda Borzì, Beatrice Monteleone e Brunella Bonaccorso, Estimating the economic impacts of drought on agriculture through models and surveys in the Po river basin (Northern Italy), EGU21-12066, Copernicus Meetings, 3 marzo 2021. URL consultato il 4 agosto 2022.
24. ↑  (EN) Quiet flows the Po: the life and slow death of Italy’s longest river, su the Guardian, 10 luglio 2022. URL consultato il 4 agosto 2022.
25. ↑   Fiume Po in secca, spunta carro armato della seconda guerra mondiale, su Sky tg24, 28 marzo 2022. URL consultato il 21 dicembre 2022.
26. ↑   Le cose ritrovate sul letto dei fiumi italiani in secca, su Il Post, 17 luglio 2022. URL consultato il 21 dicembre 2022.
27. ↑   Copia archiviata, su mentelocale.it. URL consultato il 14 febbraio 2014 (archiviato dall'url originale il 22 febbraio 2014).
28. ↑  Corpo Forestale dello Stato - Comunichiamo - Un'altra tartaruga azzannatrice catturata dalla Forestale
29. ↑   Grosso Piranha pescato nel Po, su corriere.it, www.corriere.it, 23 agosto 2009. URL consultato il 24-08-2009.
30. ↑   Giorgio Faraggiana, I ponti sul Po (DOC) [collegamento interrotto], su osservatoriopo.provincia.pc.it, 2001. URL consultato il 16 luglio 2018.
31. ↑   Il sito ufficiale dell'Aipo, su agenziapo.it. URL consultato il 19 agosto 2022 (archiviato il 18 agosto 2022).